# 仮面ライダー
『仮面ライダー』（かめんライダー）は、1971年4月3日から1973年2月10日まで、NET系列で毎週土曜19時30分から20時（JST）に全98話が放送された、毎日放送・東映制作の特撮テレビドラマ作品、および作中で主人公が変身するヒーローの名称。

## 概要
本作品の基本線は、等身大のヒーローと怪人が対決する痛快SF怪奇アクションドラマである。従来の実写ヒーロー物とは一線を画した「異形」のヒーロー像と、人間ドラマとしての側面を極力抑えた勧善懲悪劇、怪奇ドラマ的な演出、そして颯爽とオートバイを駆って「ライダーキック」などのダイナミックなアクションを繰り広げる格闘シーンや、多彩な動植物をモチーフとした特異でグロテスクな怪人の登場が特徴。
漫画版は石森章太郎が担当し、少年向け雑誌『週刊ぼくらマガジン』（のちに『週刊少年マガジン』に連載誌を変更）に連載した。
本作品の終了後にも登場人物や敵対組織、または時系列や世界観そのものを変えた多くの作品が制作されており、それぞれの番組は基本的に、主人公となる「ライダー」（＝仮面ライダー）の名称をタイトルとしている。一般にこれらを仮面ライダーシリーズと呼ぶ。
なお、1979年の第6作のテレビ番組名も同じく『仮面ライダー』だが、新聞や文献などでは「（新）」を番組名に付記する方法で本作品とは区別されていた。現在では同作品の主役ライダーである「スカイライダー」を番組名に付記する方法で区別されることがある。この第6作については『仮面ライダー (スカイライダー)』を参照のこと。

## ストーリー
優秀な科学者にしてオートレーサーの大学生・本郷猛は、世界征服を企てる悪の秘密結社・ショッカーに捕われる。本郷の能力に着目していたショッカーは、アジトで1週間かけて彼をバッタの能力を持つ改造人間に改造する。しかし、本郷は脳改造される寸前、ショッカーに協力させられていた恩師・緑川博士に助けられてアジトから脱出する。以降、仮面ライダーとなった本郷は、ショッカーが送り出す怪人たちを次々に倒していく。
ショッカーは仮面ライダー打倒のため、フリーカメラマン・一文字隼人を仮面ライダー同様の改造人間に改造する。だが、一文字も脳改造の直前に本郷に救出され、もう1人の仮面ライダーとなる。
こうして誕生した2人の仮面ライダーは日本と海外に別れ、時には共闘しながら、オートレーサーとしての師・立花藤兵衛、FBI捜査官・滝和也、自分たちに憧れる少年仮面ライダー隊などの多くの仲間たちの協力を得てショッカーと戦う。普通の人間に戻れなくなった悲しみを仮面の下に隠し、「人間の自由」を守るために。

## 登場人物

### 仮面ライダー
本郷 猛（） / 仮面ライダー
第1 - 13、40・41、49、51 - 98話に登場。
本作品の主人公。城南大学生化学研究室所属の科学者で、優秀なオートレーサーでもある。
IQ600・スポーツ万能の超人的な才能を持つがゆえに、ショッカーに拉致され改造人間にされてしまうが、脳改造寸前に脱出し、正義のためにショッカーと戦うことを決意する。
第13話を最後に海外へ渡り、主にヨーロッパ支部のショッカーと戦っていたが、第40話で死神博士を追って一時帰国する。その後も何度か帰国して一文字隼人と共闘し、第53話から再び日本でのショッカーの戦いに身を投じる。
一文字 隼人（） / 仮面ライダー
第14 - 52、72・73、93・94、98話に登場。
本作品のもう1人の主人公。フリーのカメラマンであり、同時に柔道6段・空手5段の腕前を持つ格闘技の達人でもある。その能力と素性をショッカーに見込まれ、第2の仮面ライダーとして改造されるが、脳改造前に本郷に救出され、ショッカーとの戦いを決意する。
第14話より、海外に渡った本郷に代わって日本の守りにつくが、第52話以降は再び本郷と交代して南米へ旅立った。その後も何度か帰国し、ダブルライダーとして戦っている。

### 仮面ライダーの協力者たち
立花 藤兵衛（）
全話に登場。本郷、隼人、滝和也からは親称として「おやっさん」と呼ばれている。本郷のオートレーサーとしての師。本郷の秘密をもっとも早く知った人物で、仮面ライダーの協力者として物心両面から支援する一方、トレーナーとして戦闘訓練にも立ち会ってライダーの実力を引き出した。当初はスナック・アミーゴを経営していたが、本郷が一時的に日本を離れるのと同時期にオートバイ用品店「立花オートコーナー」を開業し、立花レーシングクラブを立ち上げた。隼人や滝、レーシングクラブの女性メンバーたちに対しても父親のように接し、少年仮面ライダー隊を組織するとその会長に就任し、ライダーへの支援にいっそうの力を入れるようになる。

滝 和也（）
第11、13 - 19、21 - 82、84 - 98話に登場。本郷の全日本モトクロス選手権大会におけるライバルに当たるオートレーサーで、ショッカーを追っていたFBIの特命捜査官。本郷と並ぶライディングテクニックを持つ。
自分の結婚式がゲバコンドルに襲われたのを機に戦いに参加する。シナリオによれば結婚式もショッカーを追うための偽装結婚であったとされているが、劇中ではその後も既婚者とされている。
隼人の登場とともに本格的にライダーと共闘するようになり、ショッカーによる犯罪の捜査や公的機関とのパイプ役などの役割を担う一方、戦闘やライダーの訓練でも本郷と一文字のパートナーを務めた。改造人間ではないが、捜査官としては優秀であり、戦闘員数人を相手に互角に渡り合う格闘力と優れた情報収集能力を持ってゲルショッカーの壊滅までライダーを支え続けた。少年ライダー隊結成後はその隊長を務め、子供たちの良き兄貴分にもなっていた。
第98話でゲルショッカー壊滅によって日本での使命を終え、アメリカに帰還した。
- 藤岡の負傷による番組主役不在の穴を埋めるために急遽創られたキャラクターであり、藤岡の復帰が遅れたためにそのままレギュラー化した。所属組織は当時の人気テレビドラマ『FBIアメリカ連邦警察』が着想元である。

平山亨の小説によれば、
- 「アメリカ南部・オクラホマシティ出身の日系3世。幼少時代はいじめを受けていたが、負けん気の強さから腕っ節を鍛えて地元の不良少年のボスになる。しかし黒人運転手ジャッキーに一蹴されて鼻っ柱を折られ、彼を追って世界各地を旅するうちに心身ともに成長。東南アジアでジャッキーと再会し、彼の師ジン・ルンから拳法を学ぼうとするが、ベトナム戦争に巻き込まれて成り行きで米兵と戦ってしまう。その後は本郷と一文字、風見志郎（仮面ライダーV3）とともにパリ・ダカールラリーに参加。帰国後、ベトナムでの反逆行為でFBIに捕まるが、フーバー長官に見込まれてFBIの一員となった」

という。
- 演じた千葉治郎によると、アクションシーンでは滝が本郷より強く見えてしまうため、平山から「戦闘員を3人倒したら4人目にはやられる」と指示されていたという。
- 実現には至らなかったが、番組後半で登場が予定されていた仮面ライダー3号になるという案や次作『仮面ライダーV3』にてライダーマンとなって再登場する案などの展開も検討されていた。

その他の登場作品
漫画作品『仮面ライダーSPIRITS』
ライダーたちと並んで主人公格として扱われており、「仮面ライダー」として戦っている。
ゲーム『ガイアセイバー ヒーロー最大の作戦』
FBI捜査官としてカイ・シデンや仮面ライダーZXらと共に諜報活動を行う。

緑川 弘（）
第1話のみ登場。本郷の恩師で生化学の権威で、本郷の通う城北大学生化学研究所の教授。ショッカーに拉致されて改造人間の研究に携わっていたが、組織の真の目的を知って、脳改造寸前の本郷を救出した。本郷を被験体に推薦したことに負い目を持ち、ショッカーへの反逆についても恐怖心から迷い続けていたが、脱出行の途中で蜘蛛男に蜘蛛の糸を絡まれ、暗殺されてしまい、泡となって消える。
- 劇中でははっきりと描かれていないが、設定上は仮面ライダーを開発した中心人物である。平山亨の短編小説では、
  - 「本郷の前に仮面ライダー0号とでも呼ぶべきプロトタイプを製作したが、その能力に耐え切れずに死亡してしまった。激しい良心の呵責に苦しんだ結果、ショッカーへの疑問を募らせていき、後に脱走した。その一方、首領の激しい責任追及に耐えかね、愛弟子の本郷を被験体に推薦してしまった」

と述べられている。
- 雑誌設定ではあるが、『仮面ライダーX』の神啓太郎博士、『仮面ライダー (スカイライダー)』の志度敬太郎博士がライダーに改造できる技術を持っていたのは、彼と関係があったからとされている。

その他の登場作品
小説作品『S.I.C. HERO SAGA MASKED RIDER EDITION SPECIAL EPISODE -脱出-』
本郷猛の改造・脱出の経緯が、緑川博士の視点で描かれ、本郷猛を選んだ理由についても語られている。
小説作品『S.I.C. HERO SAGA MASKED RIDER X EDITION -ゼウスの息子-』
『仮面ライダーX』の後日譚にあたる小説作品に名前のみ登場。神啓太郎や呪博士は城北大学で教鞭をふるう親友とされ、ショッカーと繋がりのあった呪博士が緑川博士を推薦したことになっている。

緑川 ルリ子（）
第1 - 13話に登場。緑川博士の一人娘で、城北大学文学部に通いながら立花の経営するアミーゴでアルバイトをしていた。緑川が暗殺された際、居合わせた本郷を犯人と誤解していた。第2話で誤解が解けてからは本郷の協力者となり、パートナーとしてショッカーとの戦いに貢献したが、本郷がライダーとは知らなかった。本郷に想いを寄せていた節があり、第13話で後を追ってヨーロッパに渡る。
その後の消息は劇中では描写されなかったが、番組のプロデューサー平山亨が後年執筆した小説では、オーストリアで本郷がルリ子の想いを振り切るべく、ルリ子の幼なじみである青年科学者・カールとその一家にルリ子を託したとされている。
- ルリ子を演じた真樹千恵子は、第11話でゲバコンドルをおびき寄せるための偽装結婚のシーンで、生まれて初めてウエデイングドレスを着用した。しかし、怪人ゲバコンドルに追いかけられるというシーンであり、「若い女の子の夢をめちゃくちゃにしてくれて」とコメントしている。
- 企画段階ではルリ子の弟として中学1年生の正夫がレギュラーキャラクターに設定されていたが、企画の変遷により改造人間の悲哀を描く大人の物語が志向されたため不採用となった。

その他の登場作品
『新仮面ライダーSPIRITS』
本作品の時期を描いた作品（一文字の改造を描いた番外編）にテレビ版当時の姿で登場した後、本編にも年月を経た姿で登場。科学者としてSPIRITSに協力し、バダンシンドローム撃破の糸口を探そうとする。

野原 ひろみ（）
第1、2、4 - 25、34話に登場。ルリ子と同じ城北大学文学部に通う級友で、アミーゴでアルバイトしていたことから事件に巻き込まれ、以後本郷たちの戦いに協力するようになる。本郷とルリ子が日本を去った後も立花レーシングクラブに残り、隼人に協力した。

史郎（）
第2、4 - 15話に登場。アミーゴのバーテン。気は弱いが善良な青年で、本郷たちに休息の場を与えていた。立花オートコーナーとレーシングクラブの開業に関わったのを最後に姿を消している。

ライダーガールズ
ライダーの戦いを支援した女性たちの総称。劇中でこの呼称は使われていないが、商業誌などで彼女たちを総称する際にこの名称が使われている。
- キャスティングを担当した阿部征司は、「いついなくなってもいいように個性を持たせなかった」と述べている。

その他の登場作品
『仮面ライダーSPIRITS』
石倉育英会の職員として、ユリ、マリ、ミチが五郎とともに登場。五郎からは「姉ちゃん先生」と呼ばれ慕われている。
エミ、ミカ、トッコ、ヨッコ、チョコは石倉育英会の炊き出しを手伝っていた。
ユリ
第14 - 59、61 - 64、66、67、69 - 98話に登場。ひろみの友人でライダーガールズの中では最長期に渡って登場した。一文字の助手を自認しており、空手初段（後に3段）の使い手。当初は他のライダーガールズ同様に軽い調子の女性だったが、後半はガールズのリーダー格的存在として、滝や藤兵衛とともにライダーの戦いをサポートした。
- メンバーのほとんどが説明なく姿を消す中で、彼女だけは最終話まで活躍を続けた。プロデューサーの阿部は「特に降板させる理由がなかった」と述べている。

マリ
第14 - 25、29 - 38話に登場。ひろみの友人。フェンシングが得意で、プロポーションを良くするために入会した。好奇心旺盛で、カメラマンである隼人に写真モデルにするように熱心にアピールしていた。
ミチ
第14 - 18、20、21、24、25話に登場。ひろみの友人。合気道が得意な男勝りの女性。90ccのバイクなら乗りこなせる。
- プロデューサーの阿部は「『仮面ライダー』なんだから1人ぐらいはバイクに乗れる娘を」という理由で設定したと述べている。

エミ
第40 - 66、68話に登場。本郷の助手としてスイスで活動。死神博士を追って来日し、そのまま日本に残った。暗号解読と合気道が得意。
- 当初はミカとともに退場する予定であったが、コンビで登場する予定であった新ライダーガールズが1人のみとなったため、暫定的に登場が継続された。

ミカ
第40 - 52話に登場。エミ同様、本郷の助手としてスイスで活動していた。エミとともに来日し、そのまま日本に残った。トランプ占いやトランプ手裏剣が得意。
トッコ
第53 - 69話に登場。多摩動物公園でジャガーマンに襲われていた際に本郷たちと出会い、事件解決後は立花レーシングを手伝うことになる。勘が鋭い。
明確なキャラクター設定はなく、書籍などではレーシングクラブの炊事係と紹介されている。
- 第59話のクレジットまではミツコと誤記されていたが、これは本来トッコとミツコのコンビで登場する予定であったものがミツコ役が決まらず1人のみとなったため、スタッフ内で役名に混乱が生じたものとされる。

ヨッコ
第70 - 98話に登場。ユリの紹介で登場。少年ライダー隊発足後は通信係や事務を担当。おとなしい性格で、口数も少ない。
- キャラクター設定は阿部が以前より知っていた中田喜子に合わせて設定された。

チョコ
第70 - 98話に登場。ユリの紹介で登場した。のんき者で、「チョコレートが好き」との設定で、いつも何かを食べており、周囲を呆れさせていた。少年ライダー隊発足後は通信係や事務を担当。
- キャラクター設定はヨッコと正反対に派手でミーハーな性格とされた。

石倉 五郎（）
第14 - 62、65話に登場。立花レーシングクラブの発足と同時にクラブに出入りするようになった少年。両親は既に亡くなっている。
他の大人たちとともによく事件に巻き込まれるが、情報提供などで事件解決に貢献することも多い。腕白少年だが、クラスで成績トップを争う秀才。本郷・一文字・滝・ライダーガールズとは兄弟のような間柄であり、彼らのことを「○○○兄ちゃん（本郷の場合は猛兄ちゃん、隼人の場合は隼人兄ちゃん）」や「○○○姉さん」と呼んでいる。本郷と隼人がライダーとは知らず、ライダーに憧れている。
ナオキとミツルをレーシングクラブに紹介した後、彼らにその役割を譲るように第65話を最後に降板した。
- 演じる三浦康晴の中学校進学により、レギュラーを降板した。

その他の登場作品
『新仮面ライダーSPIRITS』
ショッカーやデルザー軍団に支配された東京都に、大きく成長した姿で現れる。ライダーガールズとともに悪の組織のテロ活動による被害から子供たちを守る組織「石倉育英会」を設立している。子供たちとともにショッカーに拉致されてしまった1号を追い、ZXとともにショッカーのアジトへと乗り込む。

少年仮面ライダー隊
第74話で、藤兵衛がライダーに協力する全国の少年少女を集めて結成した私設の支援組織。藤兵衛が会長、滝が隊長、ユリ・チョコ・ヨッコが通信係を務める。ショッカーの行動が公然となり、事件に巻き込まれる子供が増える中での自衛組織的な意味合いもある。ライダーのマスクを模したヘルメットと赤いネクタイの制服（作中では2度変更されている）がトレードマークで、専用の自転車で行動しながらショッカーやゲルショッカーの情報を収集（集めた情報は、ペンダント型の通信機や個々の会員番号が登録された連絡用伝書鳩を使って本部に通報し、ライダーに伝えられるシステムになっている）。本部は東京近郊の3階建てビルに置かれ、立花レーシングクラブの女性メンバーが本部要員として情報収集や事務に当たっており、各種通信機器や地図、会員名簿を完備する。隊員は全国規模で組織され、ショッカーやゲルショッカーと戦う上での大きな力となった。
- 元々は五郎役の三浦康晴の演技が高く評価されていたことから、五郎を中心に据えることを前提に検討されていた。登場にあたっては掲載誌『テレビマガジン』にて隊員の募集が行われ、大きな反響を得た。

ナオキ、ミツル
第62 - 64、68 - 70、72 - 98話に登場。五郎の紹介で第62話よりレーシングクラブに出入りするようになった。2人で行動することが多く、そのキャラクターは五郎ほど描き分けられていなかった。ミツルは歳の離れた姉が第87話に登場。少年ライダー隊結成後はリーダー格として活躍し、ゲルショッカーとの最終決戦までその役割を全うした。
- 五郎役の三浦康晴の降板により、それに代わる少年レギュラーとして創作された。

### ショッカー
第1話 - 第79話に登場した、世界征服を企む謎の国際的秘密組織。メンバーは知力体力に優れた人間に改造手術を施し洗脳した怪人を中心に構成されており、その怪人たちを正体不明の首領が操って様々な犯罪や破壊工作を行っている。
ショッカー首領
全話に登場。ショッカーの支配者。
ゾル大佐
日本支部初代大幹部。

死神博士
日本支部2代目大幹部。

地獄大使
日本支部3代目大幹部。

### ゲルショッカー
第80話 - 第98話に登場した、世界征服を企む謎の国際的秘密組織。暗黒組織・ゲルダム団と自身の組織ショッカーを合併・再編成した新組織。
ゲルショッカー首領
ゲルショッカーの支配者であり、ショッカー首領と同一人物。
ブラック将軍
ゲルショッカー日本支部大幹部。
ショッカーライダー
仮面ライダー1号・2号と同様の容姿をした6体の改造人間。

## 仮面ライダー1号・2号
ショッカーによって改造された戦闘用改造人間。2人とも脳改造を免れてショッカーのアジトから脱出し、人間の自由を守るためにショッカーと戦った。
第40話以降、2人の仮面ライダーが共演するエピソードでは、本郷の変身するライダーを仮面ライダー1号、一文字の変身するライダーを仮面ライダー2号と区別して呼ばれるようになったが、本作品の劇中での呼称とクレジットは仮面ライダーで統一されている。なお、2人の仮面ライダーは互いを「本郷」「一文字」と本名で呼び合っていた。
基本スペックは両者とも同一であるが、1号は多彩な必殺技、2号は高い格闘能力と破壊力をそれぞれ持つことから、雑誌展開などでは「技の1号・力の2号」と称された。

### 専用マシン
ライダーの特徴として、その名の通り高性能の専用オートバイを使用することが挙げられる。

## キャスト

### レギュラー・準レギュラー
- 本郷猛 / 仮面ライダー - 藤岡弘（1 - 10、40、41、49、51 - 65、68 - 98[注釈 8]）
- 一文字隼人 / 仮面ライダー - 佐々木剛（14 - 52、72、73、93、94、98）
- 滝和也[C 1] - 千葉治郎（11、13 - 19、21 - 82、84 - 98）
- 立花藤兵衛[C 2] - 小林昭二（1 - 98）
- 緑川ルリ子 - 真樹千恵子（1 - 13）
- 野原ひろみ[C 3] - 島田陽子（1、2、3〈クレジットのみ〉、4 - 25、34）
- 史郎[C 4] - 本田じょう（2、3〈クレジットのみ〉、4 - 15[C 5]）
- ユリ - 沖わか子（14 - 59、61 - 64、65〈クレジットのみ〉、66、67、69 - 98）
- マリ - 山本リンダ（14 - 25、29 - 38、39〈クレジットのみ〉）
- ミチ - 中島かつみ（14 - 18[C 6]、20、21、24、25）
- 石倉五郎[C 7] - 三浦康晴（14、15〈クレジットのみ〉、16 - 19、21 - 37、38〈クレジットのみ〉、39 - 62、65）
- エミ - 高見エミリー（40 - 66、67〈クレジットのみ〉、68）
- ミカ - 杉林陽子（40 - 52）
- トッコ[C 8] - 中島真智子[C 9]（53 - 69）
- ナオキ[C 10] - 矢崎知紀（62 - 64、68 - 70、72 - 78、79〈クレジットのみ〉、81 - 98[C 11]）
- ミツル[C 10] - 山田芳一（62 - 64、68 - 70、72 - 78、79〈クレジットのみ〉、81 - 98[C 11]）
- ヨッコ - 中田喜子（70 - 98）
- チョコ - ミミー（70 - 98）
- ゾル大佐 - 宮口二朗（26 - 39）
- 死神博士 - 天本英世（40 - 52、61、63、68）
- 地獄大使 - 潮健児[C 12]（53 - 62、64 - 67、69 - 79）
- ブラック将軍 - 丹羽又三郎（80 - 98）

### 声の出演
- ショッカー首領[C 13] - 納谷悟朗（1 - 98）
- ナレーター[注釈 9] - 中江真司（1 - 98[C 14]）

### 主なゲスト出演者
※参考文献：『宇宙船別冊・仮面ライダー怪人大画報2016』（ホビージャパン・2016年）、『仮面ライダー 昭和 (vol.1&vol.2)』（講談社・2016年）
- 緑川博士[注釈 10] - 野々村潔 (1)
- ショッカー科学者[注釈 10] - 植田灯孝（チーフ）、石丸博也、丸山詠二 (1)
- 山野美穂[注釈 10] - 小林千枝 (2)
- 岸森助手[注釈 10] - 巽治郎 (2、5)
- 保（マンションの住人）[注釈 10] - 永井譲滋 (2)
- 伊藤老人 - 美川陽一郎 (3)
- 宮下雪江 - 篠雪子 (4)
- 宮下健二 - 五島義秀 (4)
- 戦闘員No.3 - 石橋雅史 (4)
- 雨宮ちか子 - 水上竜子 (5)
- 砂田辰夫 - 神田隆 (6、7)
- 砂田ユキ - 荒井久二江[C 15] (6・7)
- ハインリッヒ博士（演） - A・ウンガン (6・7)
- ハインリッヒ博士（声） - 市川治[C 16] (6・7)
- 阿部直樹 - 西城健二 (6)
- 池田隆三 - 高津住男 (8)
- 赤戦闘員・影村 - 岩城力也 (8)
- 池田サチコ - 川崎純子 (8)
- 近藤和雄 - 守田比呂也 (9)
- 近藤武彦 - 石井政幸 (9)
- 警備員 - 加藤正之 、松永五郎 (9)
- 綾小路律子 - 新井茂子 (10)
- 古賀警部 - 奥村公延 (10)
- 古賀透 - 辻直之 (10)
- 日本金保管所所長 - 山岡徹也 (10)
- 滝洋子 - 桂ルミ (11、13)
- 少年 - 矢崎知紀 (11)
- 城南大学研究員A - 滝波錦司 (11)
- 白川保 - 吉田輝雄 (12)
- 白川マチ子 - 渡辺弥生 (12)
- 白川博士の助手 - 森烈 (12)
- 女幹部マヤ - 真理アンヌ (16・17)
- リングアナウンサー - 大泉滉 (16・17)
- ハリケーンジョー - 原田力 (16・17)
- 草鹿清 - 渡辺一矢[C 17] (16・17)
- 田所大助 - 西郷次郎 (18)
- 田所まさる - 高野浩幸 (18)
- 神田 - 宮浩之 (19)
- 吉岡一彦 - 鶴見丈二 (20・21)
- 小泉教授 - 野々浩介 (20)
- 吉岡ミキ - 池田浩子 (21)
- エリナ杉崎 - 水木正子 (22)
- 青柳昇 - 杉浦真三雄 (22)
- 青柳美雪 - 斉藤浩子 (22)
- 大隅博士 - 伊豆肇 (23)
- 研究員A - 三上左京 (23)
- 小池助手 - 中田博久 (24・25)
- 松本宏 - 中村光男 (24・25)
- 小泉キミ子 - 林寛子[C 18] (24・25)
- 看守 - 石丸博也[C 19] (24)
- 警官 - 平島正一、有本欽隆、林弘、武田一彦 (26)
- 生沢ナミ江 - 新井名津江(27)
- 子供たち - ピーターみのわ、飯塚仁樹 ほか (27)
- 愛川豊 - 大和学 (28)
- 愛川慎二 - 鈴木浩実 (28)
- 川本浩太 - 山内友宗 (29)
- 川本文江 - 上田みゆき (29)
- 志村高一郎 - 北原義郎 (30)
- 志村なつ江 - 磯野千鳥 (30)
- 志村ワタル - 石原光真 (30)
- 井崎 - 大下哲矢[C 20] (31)
- 井崎武夫 - 佐久田修 (31)
- 小田切千秋 - 杉本マチ子 (32)
- 小田切アツ子 - 佐久間まゆみ (32)
- 後藤 - 滝川潤 (32)
- コニー山田 - 三枝美恵子 (33)
- 尾形進 - 石井政幸(33)
- 折口清張 - 村上不二夫 (34)
- 門前絹子 - 水上竜子 (34)
- ショッカー幹部連絡員 - 飯塚実 (34)
- 剛田兼造 - 奥野匡 (36)
- 剛田裕二 - 長谷川誉 (36)
- 大野博士 - 丸山修 (36)
- 木元ミツル - 梅地徳彦 (37)
- 木元紀子 - 真木沙織 (37)
- 関俊彦 - 河野秋武 (38)
- 関明美 - 関口昭子 (38)
- 早苗 - 鷲尾真知子 (39)
- ショッカー幹部連絡員 - エンベル・アルテンバイ (39)
- 早瀬久美子 - 茂木みゆき (39)
- 達治 - 磯谷剛 (41)
- 達治の母・マキ - 大坪日出代 (41)
- 岡野弘 - 五島義秀[C 21] (42)
- 並川博士 - 水村泰三 (43)
- 刑事部長 - 山田禅二 (43)
- 安藤医師 - 巽千太郎 (43)
- 並木ジュンコ - 真田圭子 (44)
- 並木マコ - 真田昇子 (44)
- 矢島博士 - 池田忠夫[C 22](45)
- こそ泥 - 川中弘（源治）、 花巻五郎（鉄） (45)
- 矢島みどり - 川崎麻里 (45)
- 美川三郎 - 守田比呂也 (46)
- 美川タダシ - 佐野伸寿 (46)
- 和泉保雄 - 山崎亮一 (47)
- 和泉ふき - 小畑通子 (47)
- 山崎秀夫 - 長沢大 (48)
- 山崎英子 - 新草恵子 (48)
- 山崎ヒサシ - 石原光真 (48)
- 中山健造 - 青野平義 (49)
- 金尾為吉 - 安藤三男 (49)
- 中山弘 - 高野浩幸 (49)
- 宮下サクラ - 荒井久二江 (49)
- 清水医師 - 北町史朗 (50)
- 大下博士 - 細川俊夫 (51)
- 小林助手 - 西城健二 (51)
- 美子 - 相沢史子 (52)
- 美子の父 - 守屋俊志 (52)
- 美子の母 - 下川清子 (52)
- 小鳥屋の店主 - 岩城力也 (52)
- アナウンサーの声 - 鈴木泰明 (53)
- 警官 - 塚田正昭 (54)
- 井川 - 高島稔 (55)
- 山本アナウンサー - 鈴木泰明 (55)
- 正子 - 斉藤浩子 (55)
- 片山俊作 - 北原義郎 (56)
- 沢田行彦 - 宍井況二 (57)
- 大田黒博士 - 三島耕 (58)
- 橋本良子 - 牧まさみ (58)
- 野上辰三 - 三角八郎 (59)
- 三郎 - 土屋靖雄 (59)
- 戦闘員（コバルト120運搬人） - 内田嵐、中原正之 (59)
- 警官 - 団巌[C 23] (60)
- 田代 - 西城健二 (60)
- 野沢桃子 - 星野みどり (60)
- 松山トリ子 - 大木智子 (60)
- 雪夫 - 石井政幸 (62)
- 自衛隊機操縦士 - 布田康博 (61)
- 勝丸功 - 成川哲夫 (63)
- 瀬能サナエ - 藤山律子 (63)
- 勝丸ミキ - 大森不二香 (63)
- セミ捕りの男 - 平井正志 (64)
- バスの男 - 滝波錦司 (65)
- 浩一 - 池田義彦 (65)
- 来島 - 高田裕史 (66)
- ピエール・アンドレ - エンベル・アルテンバイ (67)
- ショッカーモロッコ支部長・モハメッド - ウィリー・ドーシー (67)
- ショッカーシンガポール支部長・ヤン - A・モロズ (67)
- 熊木 - 高木二朗 (68)
- 小川信二 - 倉島襄 (69)
- 水泳コーチ - 大山高男、佐藤明美 (70)
- 木原通俊 - 徳大寺伸 (71)
- ジョージ - 大神信 (71)
- キャッシー - ルース・ボール[注釈 11][注釈 12] (71)
- キャッシーの母 - グレース・ボール[C 24] (71)
- ホテルの支配人・北沢 - 大泉滉 (72・73)
- 番頭 - 畠山麦 (72)
- 坂井博士 - 村上不二夫 (73)
- 坂井圭子 - 新草恵子 (73)
- 坂井マサオ - 佐藤一臣 (73)
- 伊藤達也 - 穂積隆信 (74)
- 看護婦 - 松尾悦子 (74)
- 浩一 - 山崎亮一 (75)
- 玩具屋の女主人 - 由起艶子 (76)
- 三上茂一 - 加藤正之 (77)
- 三上ヒロコ - 京春上（77）
- 三上ひとみ - 茂木みゆき (77)
- 透 - 佐藤栄介 (77)
- 池田邦夫 - 石井政幸 (78)
- 貯水湖管理人 - 石田英二 (79)
- キャンプの娘 - 松井紀美江、村松美枝子、菅沢恵美子、相良光子 (80)
- 峰信太郎 - 佐々木功 (81)
- 峰芳子 - 糸見愛 (81)
- 山崎トオル - 青沼一彦 (82)
- 中村 - 梅津栄（82）
- 院長 - 山田禅二 (83)
- 桂木マキ - 山田圭子 (84)
- 釣人 - 石森章太郎[C 25] (84)
- 岡崎 - 宮浩之 (85)
- 桜井圭太 - 簾内滋之 (86)
- 桜井大作 - 守屋俊志 (86)
- ハイカー - 内田嵐 (86)
- 死亡通知配達人 - 芹川洋 (87)
- 青野清 - 北原義郎 (87)
- 細谷勉 - 山岡徹也 (87)
- 今井冷子 - 山口京子 (87)
- 田中輝夫 - 大橋一元 (88)
- 田中サトル - 高橋仁 (88)
- ゲルショッカー工作員 - 園田裕久 (88)
- ゲルショッカー戦闘員 - 松坂雅治 (90)
- 山辺由美 - 水沢有美 (91)
- 山辺達治 - 栗嶋宏 (91)
- 木暮精一郎 - 上野山功一 (92 - 94)
- 石神千恵 - 小野恵子 (92 - 94)
- 勝彦 - 三井恒 (95)
- サナエ - 岡田奈津子 (95)
- 松田善一郎 - 小山源喜 (96)
- 鈴木英夫 - 川上大輔 (96)
- 安岡元一郎博士 - 美川陽一郎 (96)
- アベック - 山崎純資、松尾悦子 (97)
- 実験用の虜囚 - 東龍明、土屋靖雄 (97)

### スーツアクター
- 仮面ライダー旧1号[出典 2] - 藤岡弘
- 仮面ライダー旧1号[18][19]、仮面ライダー旧2号（代役）[18][19]、仮面ライダー新2号（一部）[21]、怪人（蜘蛛男 ほか）[18][19] - 岡田勝
- 仮面ライダー旧1号（一部）[18][19]、仮面ライダー旧2号（メイン）[18][19]、怪人[18][19]、戦闘員[19] - 中村文弥
- 仮面ライダー旧1号（一部）[18]、仮面ライダー旧2号（代役）[18]、怪人（サボテグロン ほか）[出典 3]、戦闘員[23] - 瀬島達佳
- 仮面ライダー旧1号（一部）[18]、仮面ライダー旧2号（代役）[18]、ヒトデンジャー[24]、コブラ男（一部）[24]、赤戦闘員（第1話）[24] - 甘利健二
- 仮面ライダー旧1号（一部）[25]、仮面ライダー新2号[25]、怪人[25]、ショッカーライダー[26] - 新堀和男
- 仮面ライダー旧1号（桜島1号）[18]、仮面ライダー旧2号（第46話代役[注釈 13][19][27]）、仮面ライダー新1号[18][19]、仮面ライダー新2号（93話・94話）[19] - 中屋敷鉄也
- 仮面ライダー旧1号（トランポリン）[28]、ゲルショッカー戦闘員（第84話）[29] - 春田三三夫
- 仮面ライダー旧2号（第14、15、25話の一部[注釈 14]） - 佐々木剛
- ピラザウルス（第16・17話）[30]、仮面ライダー旧2号（代役）[18] - 飯塚実
- 仮面ライダー新1号（ - 94話）[18][19]、怪人（トカゲロン ほか）[31] - 大杉雄太郎
- 仮面ライダー新2号（一部）[注釈 15]、戦闘員[21] - 千代田恵介
- 仮面ライダー新2号（第98話）[32] - 河原崎洋夫
- 怪人[18]、戦闘員[18][19] - 石丸強志
- 怪人（蝙蝠男 ほか）[出典 4]、戦闘員[19][34] - 佐野房信
- 怪人（ジャガーマン ほか）[18][35] - 滑川広志

## スタッフ
- 原作 - 石森章太郎
- 連載 - 週刊ぼくらマガジン、週刊少年マガジン、たのしい幼稚園、テレビマガジン、冒険王
- 脚本 - 伊上勝、市川森一、島田真之、滝沢真理、山崎久、長石多可男、塚田正熙、鈴木生朗、大野武雄、石森史郎、長谷川公之、平山公夫、山田稔、桶谷五郎（関口恭司）、石森章太郎、丸山文櫻
- 企画[注釈 16] - 平山亨、阿部征司
- 音楽 - 菊池俊輔
- 撮影 - 山本修右、篠原征夫、川崎龍治、原秀夫
- 照明 - 太田耕治
- 美術 - 三上陸男・高橋章・八木功（エキスプロダクション）
- 仕上制作 - 映広音響
- 録音 - 太田克己
- 編集 - 菅野順吉、辻井正則、池原文雄、祖田富美夫
- 選曲 - 武田正彦
- 助監督 - 塚田正熙、長石多可男、梅田味伸、近藤一美、福島孔道、平山公夫、前川洋之、鈴木隆志
- 記録 - 紀志一子、黒丸よし子、原益子、藤山久美子、宮瀬淳子、島田はる、佐久間淑子、中町真弓、矢野幸子
- 技斗 - 高橋一俊（第1 - 67話、第97話、第98話）、飯塚実（第19話・第23話）[注釈 17][36]、岡田勝（第68 - 96話）
- 進行主任 - 伊東暉雄、大里俊博、西川忠邦、古泉雅、佐久間正光、大竹昭男、伊藤隆造
- オートバイ演技 - 大橋春雄
- 衣裳 - 東京衣裳
- トランポリン - 三隅修・金田治・三隅健二・春田三三夫（ジャパンアクションクラブ）
- 制作担当 - 的野屋宗平、河野正俊
- 現像 - 東映化学
- 協力 - 館山シーサイドホテル、兵庫県有馬観光協会、和歌山県勝浦観光協会、伊東観光協会
- オートバイ協力 - 室町レーシンググループ、鈴木自動車工業
- 監督 - 竹本弘一、折田至、北村秀敏、山田稔、内田一作、田口勝彦、塚田正熙、石森章太郎、奥中惇夫
- 制作 - 毎日放送、東映
- 広告代理店 - 電通東京本社[37]

## 音楽
本作品の歌曲ならびに劇伴は全て菊池俊輔が作曲・編曲した。BGMの録音は6回にわたって行われた。第5回録音分はその多くが挿入歌のカラオケへのメロ被せである。第6回録音分は2020年現在音源の所在が1曲しか確認されておらず、詳細不明。BGMには『キイハンター』からの流用曲もあるほか、第1話における本郷の変身シーンに使われた曲のように出典不明の流用曲も存在する。菊池は本作品から『仮面ライダースーパー1』まで、シリーズの全ての音楽を1人で作曲し、ほとんどの編曲も行った。
なお、本作品のために作られた楽曲のうち音源の現存が確認されているものは、2002年にコロムビアミュージックエンタテインメントから発売された『仮面ライダー ETERNAL EDITION File No.1,2,3』に全曲収録された。

### 主題歌
本作品の大ヒットとともに、藤浩一（のちの子門真人）が歌うオープニング曲「レッツゴー!! ライダーキック」も、130万枚の大ヒットとなった。経営悪化で一度は傾きかかった日本コロムビアは、同時期にヒットした「女のみち」「喝采」「レッツゴー!! ライダーキック」の大ヒットシングルによって完全に立ち直り、あまりの売れ行きにレコードの生産が追いつかないほどだった。
また、日本の特撮ヒーロー番組としては初めて、歌のみで構成されたアルバム「仮面ライダー ヒットソング集」（全12曲）が制作され、LPレコードと8トラックで発売された。収録曲の一部は挿入歌として劇中で使われ、特に「ライダーアクション」は第72話からエンディングテーマ、第89話以降はオープニングテーマとして採用された。第89話以降のエンディングテーマとして使われた「ロンリー仮面ライダー」もヒットソング集が初出である。さらに、「レッツゴー!! ライダーキック」「ライダーアクション」「ロンリー仮面ライダー」「かえってくるライダー」の4曲が収録されたEPレコード「たたかえ!仮面ライダー」も発売された。この種の楽曲集は以後の特撮ヒーロー番組でも発売される定番アイテムとなった。
「ヒットソング集」では伊上ら脚本家陣が挿入歌の作詞を手掛けたが、いずれも多忙なためその後はプロデューサー陣が変名で作詞を担当した。当時の日本コロムビア学芸部長であった木村英俊は、収入を現場に還元する意図もあったと述べている。
藤浩一は「ヒットソング集」の発売時にはすでに「子門真人」と名乗っており、挿入歌は子門名義で録音したため、同一アルバムに2つの異なる名義で参加することになった。なお、「ヒットソング集」には藤岡弘版「レッツゴー!! ライダーキック」は含まれなかった。
「ライダーアクション」はオープニング主題歌となった後もシングル化はされなかった。これについて日本コロムビアの木村英俊は、抱える作曲家・作詞家への印税を均等化するための配慮であったと述べている。

#### オープニングテーマ
「レッツゴー!! ライダーキック」（第1 - 88話）
作詞：石森章太郎 / 作曲・編曲：菊池俊輔 / 歌：藤岡弘（第1 - 13話）、藤浩一（第14 - 88話）、メール・ハーモニー
番組開始以前から藤岡弘と藤浩一の両ヴァージョンが録音され、当初は藤岡ヴァージョンが使用されたが、藤岡の一時降板に伴って藤ヴァージョンに変更となった。これを受けてシングル・レコードも藤ヴァージョンに差し替えられ、番組の人気向上とともに大ヒットとなった。

第55、57、59、60、63、64、67 - 70、72 - 76、78、82、83、86、89、90、92、94 - 96、98話では挿入歌として使用された。
「ライダーアクション」（第89 - 98話）
作詞：石森章太郎 / 作曲・編曲：菊池俊輔 / 歌：子門真人
エンディング用とは異なる編集になっている。
第53、55、56、66、67、71、87、88話では挿入歌として使用された。

#### エンディングテーマ
「仮面ライダーのうた」（第1 - 71話）
作詞：八手三郎 / 作曲・編曲：菊池俊輔 / 歌：藤浩一、メール・ハーモニー
第77、79話では挿入歌として使用された。
「ライダーアクション」（第72 - 88話）
作詞：石森章太郎 / 作曲・編曲：菊池俊輔 / 歌：子門真人
「ロンリー仮面ライダー」（第89 - 98話）
作詞：田中守 / 作曲・編曲：菊池俊輔 / 歌：子門真人
映画『オーズ・電王・オールライダー レッツゴー仮面ライダー』および『仮面ライダー×仮面ライダー フォーゼ&オーズ MOVIE大戦MEGA MAX』の特番では、劇中に登場するライダーマンのイメージソングに使用される。

### 挿入歌
オープニングとエンディング同様、挿入歌の作曲・編曲はすべて菊池俊輔。本編でボーカル入り・インスト版の両方が流れたことがあるのは「たたかえ!サイクロン」のみである。
「ぼくらの仮面ライダー」（第53話）
作詞：伊上勝 / 作曲・編曲：菊池俊輔 / 歌：コロムビアゆりかご会

「たたかえ！サイクロン」（第68話）
作詞：島田真之 / 作曲・編曲：菊池俊輔 / 歌：子門真人
第84話ではインスト版が使用された。

「怪人のうた」
作詞：土井信 / 作曲・編曲：菊池俊輔 / 歌：サニー・シンガーズ
第46話ではインスト版が使用された。

「かえってくるライダー」
作詞：滝沢真里 / 作曲・編曲：菊池俊輔 / 歌：子門真人
第53、58、72、83話ではインスト版が使用された。

「オー！ショッカー」
作詞：田中守 / 作曲・編曲：菊池俊輔 / 歌：幹和之、サニー・シンガーズ
第71、92話ではインスト版が使用された。

「仮面ライダー数えうた」
作詞：中瀬当一 / 作曲・編曲：菊池俊輔 / 歌：子門真人、コロムビアゆりかご会
作詞の中瀬当一は、東映プロデューサー阿部征司の変名である。
第72話ではインスト版が使用された。

「ライダーの子守うた」
作詞：滝沢真里 / 作曲・編曲：菊池俊輔 / 歌：小野木久美子
第92話ではインスト版が使用された。

「悪魔のショッカー」
作詞：伊上勝 / 作曲・編曲：菊池俊輔 / 歌：サニー・シンガーズ
『仮面ライダー対じごく大使』、『全員集合!7人の仮面ライダー!!』、『10号誕生!仮面ライダー全員集合!!』でインスト版が使用された。

「仮面ライダークリスマス」
作詞：田中守、丘灯至夫 / 作曲・編曲：菊池俊輔 / 歌：水木一郎、コロムビアゆりかご会
クリスマス企画盤のオムニバスEP『みんなのクリスマス』（1972年11月発売、C-517）に「ムーミンのクリスマス」「樫の木モックのクリスマス」「超人バロム1のクリスマス」とともに収録された楽曲。同EPでは曲名が「仮面ライダーのクリスマス」になっている。『仮面ライダー ヒットソング集』（1971年発売）には収録されておらず、歌手も本作品としては珍しく水木一郎が起用された。本編未使用。

## 番組の沿革

### 企画
本作品は土曜日の19時台後半で、朝日放送の『部長刑事』（関西地区）やTBSテレビの『お笑い頭の体操』（関東地区）に低視聴率を強いられていた毎日放送（MBS）テレビ営業局から編成局次長の廣瀬隆一を通じて発足間もない映画部に東映と組んでの子供番組制作が提案されたのが発端とされる。映画部長の庄野至は、東映の三由重夫から紹介を受け、1970年6月に1971年4月開始の新番組企画を東映テレビ部長の渡邊亮徳へと依頼した。渡邊は、系列の東映動画（現・東映アニメーション）で制作中だった『タイガーマスク』（読売テレビ）の人気に着目して人気要因を分析する一方で、東映テレビ部プロデューサーの平山亨や、石森章太郎のマネージャーで企画プランナーだった加藤昇も招集して度重なる打ち合わせの結果、『月光仮面』に代表される1950年代後半にブームを呼んだ仮面ヒーロー物を再構築するに至った。低視聴率を打破するには「周囲をみまわして、無いものをやればいい」という毎日放送の庄野プロデューサーの意見をもとに、二番煎じとなるアニメは避け、「実写」の「変身もの」として企画が練られた。
本作品の企画は、1970年9月ごろに平山が加藤の協力を得て作成した『マスクマンK』の企画書が第1案とされ、この企画書では「仮面のヒーローが日本征服を企むクロード黒原率いる組織・ショッカーと戦う」という大まかな筋書きが作られていた。しかし、その内容は『タイガーマスク』に言及し、「自分も仮面を被ればヒーローになれる」という児童の願望を指摘していること、主人公・九条剛が普通の体育教師で鍛錬によってヒーローの力を得ているなど、当時流行していたスポーツ根性ものの影響が強い内容であった。この企画書は、平山による「叩き台」的なもので、MBS側には提出されておらず、東映社内と石森プロ用のものだった。平山は本作品の前に『妖術武芸帳』で「謎の鉄仮面」という「仮面物」の設定を創案しており、その際に石森をアイディア協力者候補に挙げていたが、企画がTBSの橋本洋二に渡って実現しなかった。このため、平山にとっては「仮面物」であるこの『マスクマンK』は念願の設定だった。
次に起草された『仮面天使（）』が、MBSに提出された最初の企画書となる。平山が『柔道一直線』の流れで市川森一と上原正三を招き、平山とコンビの長い伊上勝との3人の脚本家体制で、設定などの企画打ち合わせに入った。ここで主人公の名が本郷猛に決まり、市川によって「恩師・緑川教授殺害の容疑をかけられた逃亡者」という設定になった。この時点でスポ根要素は薄められ、主人公は30万ボルトの高圧電流を浴びる事故で特異体質となり、人間以上の力を得るというSF的な設定が加味されたが、ヒーローのデザイン画などは起こされなかった。本郷役には千葉治郎が候補に挙がっていた。
1970年9月上旬ごろ、廣瀬から「オートバイに乗るスーパーヒーロー物」という注文が追加され、『十字仮面（）』の企画に到る。ここで構想されたストーリーは、本郷を父の仇と疑うヒロインや、殺人者・本郷を追う刑事などの登場人物が配され、主人公の逃亡者としての苦悩も付加された。主人公の仮面については、怒りの感情が高まると顔に感電事故による十字形の傷跡が浮かび上がるため、それを隠すために被っているという設定が加えられている。『サイボーグ009』や『佐武と市捕物控』などの数多くのヒット作を送り出してきた石森が原作者として本格的に参加するのはこの段階からで、彼の起用は石森プロマネージャーの加藤から渡邊へ熱心な売り込みがあったためだった。10月上旬に、伊上によって執筆された検討台本「怪奇蜘蛛男」と「謎の恐怖屋敷」がMBS側で検討され、予算案とともに「題名を日本語にしてほしい」との要望が出された。10月15日に石森側が『ファイヤー十字（クロス）』『十字仮面』『クロス火面』などの題名案を提出している。
10月以降になり、東映側は平山の補佐として阿部征司がプロデューサーに参加する。石森が参加した後、MBS側は「雑誌で漫画連載をしてほしい」と放送開始の条件を出した。漫画連載の実現には難航したが、平山と阿部、石森プロマネージャーの3人が『週刊少年マガジン』（講談社）の編集長だった内田勝に掛け合い、年末に了承を得た。
11月上旬には主人公ヒーローである「クロスファイヤー」のデザイン画も石森によって起こされ、平山やMBS映画課長の引野芳照もクロスファイヤーのデザインに「カッコいい」と絶賛し、題名も正式に『十字仮面』に決定、11月になってMBS側は『十字仮面クロスファイヤー』の企画書を起稿した。当初は本郷役に近藤正臣、ルリ子役に島田陽子を予定していた。クロスファイヤーの検討用デザインには、十字をモチーフとしたものとライオンをモチーフとしたものが存在する。
12月に入ると、企画書題名を『十字仮面 仮面ライダー』に変更。藤岡弘と森川千恵子（真樹千恵子）が本郷とルリ子役に選ばれ、藤兵衛役には高品格が予定され、放映開始は1971年4月と決定された。しかし企画がMBS側を通った矢先、同年末に市川と上原は「『帰ってきたウルトラマン』をやりたいから」と願い出て急遽降板し、以後の企画や本編脚本は伊上主導で進められることとなった。市川は自らの代わりとして、同じ脚本家仲間の島田真之と滝沢真理を連れてきて、以後両人ともに本作品の主筆脚本家となっている。
翌1971年1月、石森は「もっとグロテスクなリアリティのある奴にしたい」と、自身の作品の髑髏をモチーフにした仮面のヒーローである『スカルマン』（『週刊少年マガジン』1970年1月11日号に掲載）をこの企画に応用した、「仮面ライダースカルマン」のキャラクターを提案。ここで主人公が敵対する怪人と同じく改造人間であるという設定がなされ、逃亡者であることや一部のキャラクターが整理され、藤兵衛は主人公の専属トレーナーとなり、よりシンプルな物語となった。しかし、渡邊はこのキャラクターを「以前に描かれた作品じゃないか。大勝負に出るんだから、新しいキャラクターじゃないと駄目だ」と却下した。MBSテレビ営業局副部長の箱崎賞からも「モチーフが髑髏では営業上の支障がある」と注文が出され、企画はさらなる検討を求められる。
これらの注文に対して石森は非常に落胆したが、50枚以上のデザイン画を描き、この中に加藤マネージャーの持ち込んだ昆虫図鑑のバッタをモチーフにした、強烈なインパクトのあるデザイン画があった。バッタの顔が「スカルマン」に共通する不気味さと髑髏に似た形であること、昆虫は「自然を破壊する悪と闘うヒーローにふさわしい」という思いもあった。石森は「子どもに聞いてみよう」と、この50枚以上のデザイン画を当時幼稚園児だった息子の小野寺丈に見せたところ、彼は即座にバッタをモチーフにしたデザイン画を選んだ。このデザイン画は平山によって渡邊に手渡され、「これだ、今度こそいける」と大喜びした渡邊は、即座にゴーサインを出している。

企画していた1971年当時の日本はイタイイタイ病などの公害問題に揺れており、環境庁が発足したばかりであった。藤岡弘によれば、仮面ライダーはこうした時代の空気を嗅ぎ取り、「環境破壊から地球を守る」というコンセプトで登場したのだという。それは石森の下記の言葉にも現れている
バッタは自然の象徴だ。バッタの能力を持った主人公が自然破壊に立ち向かうなんていうのはどうかな？そうだ。エネルギーは風だ。風力エネルギーが彼の原動力なんだよ。彼のベルトのバックルに風車の機構があって、そこでエネルギーを獲得するんだ。
そして、仮面ライダーはバッタ本来のジャンプ力と体力をそのまま武器として戦い、ライダーキックやライダー投げといった必殺技もそこから必然的に生まれてきた。また当時アメリカで流行していた『ハルク』が怒りで変身するのを参考に、主人公が仮面をかぶって変身するのではなく、自然に変身して身体から力がみなぎってくるという平山の案が採用された。
このバッタのデザイン画をMBS東京支社に持ち込んだところ、箱崎は髑髏でなくなったことで安堵したものの、庄野は「バッタは握れば潰れるあのバッタですか?」と非力な昆虫をモチーフにすることに異議を唱えた。これに対し、平山は「バッタは小さいから強く見えないだけで、昆虫の跳躍能力などが人のサイズになれば強いものになりますよ」と説得した。翌日、MBS大阪本社の編成会議に出席した平山と加藤マネージャーは、「バッタ」とは伏せて「昆虫人間」としてセールス。加藤が「子どもでも描けるわかりやすさ」として黒板に仮面を描くなどした結果、最終的に承認が降りた。
前述の「少年マガジン」誌連載の折衝も進められていたが、MBSの社内ではまだこのヒーローのデザインを危ぶむ声が強かった。これに対し、廣瀬は「私の息子もオートバイに乗ったバッタのヒーローを面白いと言っている。ここはひとつ、子どもの感覚に賭けてみましょう」と社内を説得した結果、番組企画は推進されることになった。
「敵対組織によって改造人間にされてしまった」という設定があるため、マスクには泣いているように見えるデザインが施されている。
こうして「バッタ」をモチーフにしたヒーロー番組企画は、バイクに乗って戦うバッタのヒーロー『仮面ライダーホッパーキング』と仮題されたが、「長すぎる」とのMBS側の意向により『仮面ライダー』と短縮され、2月1日からの制作決定が下された。
元々、本作品は『ウルトラマン』のような「巨大ヒーローと怪獣が戦う作品」にしようという案もあったという。しかし、石森は等身大ヒーローにこだわり、敵キャラクターも人間形態としてタイツ主体で造形され、徹底して怪獣とは差別化する方向で、「怪人」と呼称された。ただしこれには制作費の違いもあったようで、何倍もの制作費がかけられているウルトラマンとは違い、仮面ライダーでは金のかかるセットやミニチュアを使わず、ほとんど特撮もなしで撮影され、「金はかけないけど身体は酷使する」アクションとして作成されたのである。

### 東映生田スタジオの設立
企画立案と平行して撮影拠点の準備が進められていた。当時、東映の労使関係は泥沼化していたため、春闘による番組制作への影響が懸念され、大泉撮影所以外に撮影拠点を用意する必要があったためである。平山や斎藤頼照とともに組合問題で東映京都撮影所を追われた内田有作が所長となり、急遽神奈川県川崎市多摩区（現麻生区）郊外の貸しスタジオを東映生田スタジオとして機能させ、そこでの制作が決まった。
主要スタッフは、内田が制作担当を務めていた『柔道一直線』の監督・助監督・制作担当らが参加。生田スタジオをフリーランスの寄り合い所帯にはしたくないという内田の考えから制作・演出を担当する東京映像企画という会社が設立され、東映社員以外はそこへ所属する形となった。アクションも『柔道一直線』から大野剣友会が参加した。キャラクター制作と美術全般は大映特撮などを手掛けたエキスプロダクションが担当。照明班や撮影班は、経営が悪化していた大映東京撮影所のスタッフが集められ、S.Kプロ（後にプロダクション・ショットと改名）として参加した。このようにして、東映の生え抜きではない異例のスタッフ編成が行われた。6日にスタッフの顔合わせがあり、撮影に入ったのは2月7日であった。
企画段階で紆余曲折を経た本作品は、番組制作が開始されても順風満帆とはいかなかった。元々貸しスタジオである東映生田スタジオには満足な撮影設備もなく、撮影用の平台が1つあるのみで、プレハブ造りのバラックの建物は雨が降ると反響音によってアフレコもできない状況だったという。

### 藤岡弘の事故負傷とその影響
こうして放送が開始された第1話の視聴率はキー局・NETの放送エリアである関東地区において8.1パーセントと厳しいものであったが、MBSの放送エリアである関西地区では20.8パーセントと関東地区に比べて高視聴率をマークしており、MBSの庄野部長は「関東もいずれ上がって20パーセントを超えますよ。今バタバタして番組をいじるのは止めましょう」と平山に伝えた。
本作品は放送開始前、のちに多大な影響を与えることになったアクシデントが発生していた。第9話・第10話の撮影中に藤岡がオートバイで転倒して全治3 - 6か月の重傷を負い、撮影に参加できなくなったのである。このため、未完成分については、本郷の登場シーンなどを前話までの映像から流用した藤岡の姿に声優・納谷六朗によるアフレコを挿入する、仮面ライダーの登場シーンを増やす、ヒロイン・緑川ルリ子や新キャラクター・滝和也の活躍を繋ぎ合わせるなどの措置で完成させ、急場を凌いだ。
この間、方向性の再検討と新たな主役について討議された。本郷役の交替案や内容の一新など、様々な展開が検討されている。関連書籍に再録された当時の議事録によれば、MBSの局長や脚本家の「仮面ライダー1号は殺してしまってもよいのではないか」「外遊よりも殺してしまったほうが書きやすいのだが」といった意見に対し、平山亨は「子供たちのオールマイティーの夢を潰すことになり、主人公を殺してしまうのはよくない」と強硬に反対した。また「仮面ライダーを巨大化させよう」という案も出た。

### 一文字隼人（仮面ライダー2号）の登場
上記の事態を受けての討議の結果、「本郷は海外のショッカー支部との戦いに赴き、そのあとを継ぐ新しい仮面ライダーが登場する」という形での新展開が決定した。
急遽新たに登場する仮面ライダー2号＝一文字隼人役には、最初はその候補として三浦友和が選ばれ、毎日放送の了承も得ていたが、結局この話は三浦の所属事務所側から断りが入ったため無くなり、最終的にこの役には『柔道一直線』に出演しスタッフらと旧知であった佐々木剛が選ばれた。佐々木は出演依頼を受けた当初、劇団NLTで同期だった藤岡の役を奪うことになると難色を示していたが、「藤岡が復帰するまでの代役」という条件で引き受けた。
また、この主役交代を機にそれまでの番組上の問題点を修正し、刷新することになった。
- 舞台をスナックからレーシングクラブに移し、女性レギュラーを増やすなどでドラマパートの雰囲気を明るくした[85]。
- 一文字を本郷よりもユーモラスで都会派のキャラクターに設定し、ヒーロー性を強化した[82]。
- 仮面ライダーのデザインをやや派手なものにしてキャラクター性を強化するとともに、夜間撮影時の困難を回避しようと、暗闇に溶け込みにくい配色にした[注釈 36]。
- 「主役が見栄を切る華やかな見せ場」として変身ポーズを設定し、一文字に自らの意思による能動的な変身を取り入れた[82]。

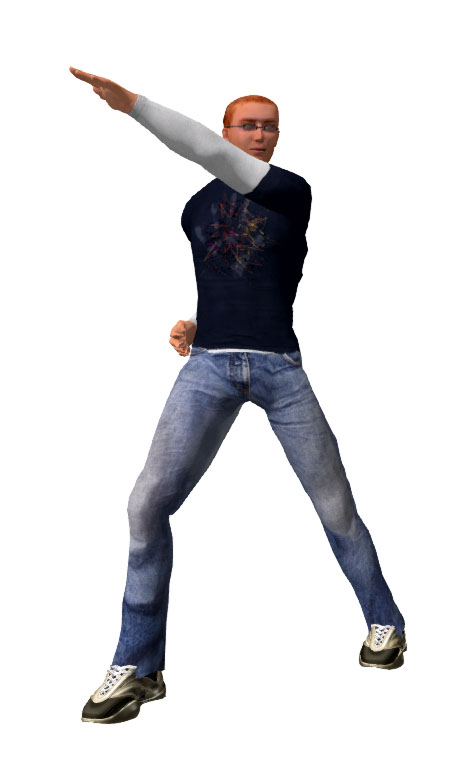
変身ポーズ

脚を開いて両腕を大きく動かしながら「変身!!」と掛け声を叫ぶ変身ポーズは、1号編のころから監督の山田稔より抽象的な変身描写に変わるダイナミックなものとして要望されていたものだが、当時の佐々木が自動二輪の免許を持っていなかったことから、藤岡のように「バイクで加速しながら変身」が不能となったための苦肉の策という面もあった。しかし、この変身ポーズは子供たちの間で大流行となり、「変身ブーム」と呼ばれる社会現象を巻き起こした。このような変身時のアクションは、のちの仮面ライダーシリーズや他の変身ヒーロー・ヒロインものでも重要なシーンとして受け継がれた。
そのほか、地方ロケによる舞台の拡充や大幹部の投入によるショッカー側の強化などが行われ、番組の人気も上昇していった。毎日放送が担当する関西地区でも視聴率は20パーセント台を維持し、第3クール以降の継続はスムーズに決定した。
なお、第14話から第26話までは、「ストーリーのスケールの拡大化」と「怪人のイメージの定着化」という制作スタッフの意図から、前後編の2話で構成されるストーリーが多く見られた。

### 本郷猛（仮面ライダー1号 / 新1号）の復帰
7月に退院して3か月間リハビリに励んでいた藤岡が、自ら庄野に復帰を申し出てきた。これがきっかけで藤岡の復帰が決定したが、佐々木を代役に据えたことで予想以上の大人気を博していたため、第4クールでは「1号ライダー」がゲスト出演する「ダブルライダー編」がイベント的に挿入された。
藤岡の復帰を祝い、復帰作である第40話・第41話は、正月のビッグイベントとして九州の桜島・えびの高原でのロケとなった。撮影は藤岡の回復を待って9月から一文字単独回が先に行われ、11月から年末にかけてダブルライダー編と劇場版の撮影が行われた。第41話は最高視聴率30.1パーセントを獲得するなど、ダブルライダー編により第4クールは好評を博し、毎日放送と東映はこのままダブルライダーの定着を考えていたが、このオファーに対して佐々木は「藤岡君がカムバックするまでという約束で引き受けたのだから、当然、藤岡君に返すべきだ。自分がいたままでは彼が付録のようになってしまう」と頑なに固辞した結果、第5クールから再び藤岡の単独主演で番組を継続することになった。2号編最後の撮影となった第46話での草津ロケは、佐々木やスタッフに対する慰労も兼ねたものであった。
そして、藤岡の傷が完治した後の第52話で「一文字が南米のショッカー勢力を追って旅立った」という設定のもと、本郷が変身する新1号ライダーが第53話で主役に復帰した。この際に外観を一新し、「ライダー、変身！」と名乗る新しい変身ポーズが追加された。藤岡によれば、新1号の変身ポーズを考案したのは大野剣友会の高橋一俊であり、藤岡自身は『眠狂四郎』の円月殺法と空手の型、および歌舞伎の見得を意識したという 。また、旧1号編の本郷が常にダブルのブレザー姿の「科学者然」としたスタイルだったのに対し、復帰した本郷は一文字のような明るさや男性的な野性味を増し、デザインジャケットの上下や革ジャンにジーンズなど、ファッションも多彩になった（その多くは藤岡の私物だった）。それに加え、事故前はライディングヘルメットの着用義務がなかったために本郷はノーヘルスタイルだったが、1972年に道路交通法が改正されて「時速40キロメートルを越える道路」での着用が義務化されたため、復帰後にはヘルメットを常用するようになった。
変身ブームの真っ只中となった『新1号編』では、人気を維持すべく様々な強化策が検討された。視聴率が低下気味となる夏場には新サイクロン号の登場を皮切りに、六甲ロケ編、紀伊ロケ編での仮面ライダー2号の再登場などのイベント編が盛り込まれ、番組後半では掲載雑誌『テレビマガジン』と連動した少年仮面ライダー隊の結成、ショッカーに代わり敵対する新組織ゲルショッカーの出現、仮面ライダー3号の誕生という3つの強化策が掲げられた。このうち仮面ライダー3号は本作品内では登場せず、次作『仮面ライダーV3』へと発展していった。
競合番組の多い4月の改編期より前に新ヒーローを登場させて視聴者の支持を獲得したいという毎日放送の戦略により、改編期とは関係のない2月半ばに『V3』へ移行することとなった。

### 社会現象
社会現象「変身ブーム」の発生源として、マスコミの注目を浴びる番組となった。2021年現在においても、全仮面ライダーシリーズで最長の期間にわたって放送された作品でもある。
第1話の放送の関東での視聴率は8.1パーセントだったが、関西では20.8パーセントを記録。事故による主役俳優の交代を機に行われた種々の強化策によって、着実に視聴率を伸ばしていった。9月末ごろには平均して関東でも15パーセント、関西では20パーセントの視聴率を超えるようになった。新1号編に突入後は視聴率が2号編より低下したが、第80話から回復して19パーセント - 25パーセントを維持全98話の平均視聴率は関東が21.2パーセント、関西が25.9パーセント、最高視聴率は関東が30.1パーセント（1972年1月8日放送）、関西が35.5パーセント（1973年2月10日放送。ビデオリサーチ調べによる）。
子供への影響力は大きく、ライダーになり切る遊びが子供たちの間で流行した。1972年9月17日には、熊本県の幼稚園児が3階建てのビルの屋上からライダージャンプと称して飛び降り、重体のちに死亡する事故も発生した。
「仮面ライダースナック」（カルビー製菓）の付録である「仮面ライダーカード」、「ドレミサイクロン」（ブリヂストン自転車）、「仮面ライダー変身ベルト」（タカトクトイス、ポピー / 現バンダイ・ボーイズトイ事業部）といったキャラクター商品も大ヒットし、その商品化権料は12億円に達した。それ以前のヒットキャラクターである『鉄腕アトム』、『オバケのQ太郎』、『ウルトラマン』などの商品化権料を凌駕し、当時の過去最高のキャラクターになった。カード欲しさに買った菓子本体を捨てる事象は社会問題となったが、仮面ライダースナックは後年に復刻版として再発売されている。
講談社では、本作品を特集した幼児向け雑誌『たのしい幼稚園』が販売部数を上げたことから、『仮面ライダー』を中心とした児童向けテレビ雑誌『テレビマガジン』を創刊した。その後、秋田書店の『冒険王』や黒崎出版の『テレビランド』など追随する競合誌も現れ、一大ジャンルを築いていった。
子供向け商品以外にも、JALの海外旅行ツアーやトヨタ自動車の新型車発表会など、ファミリー層向けの販売戦略にも『仮面ライダー』が起用された。
当時の東映テレビ部は、斜陽産業となった映画から流れてきたスタッフで溢れており、予算管理もルーズで赤字を出し続けていたが、本作品を契機にキャラクタービジネスを確立することに成功した。
仮面ライダーは、のちの東映特撮ヒーローの基本となった。一方、平成仮面ライダーシリーズを手掛けた白倉伸一郎は「『仮面ライダー』という従来の作品のやり方だと、たとえ正義のためにおこなっても『虐め』になっていく危険性があるため悪を倒すこと（を描くこと）はできない」と評している。

## 制作体制

### 配役
企画書『十字仮面』の段階では『柔道一直線』などに出演していた近藤正臣が配役されていたが、最終的には東映制作のテレビドラマ『ゴールドアイ』に出演していた藤岡弘が起用された。
ルリ子役の真樹千恵子、藤兵衛役の小林昭二、大野剣友会の起用は平山によるものである。平山によると『ウルトラマン』から『キャプテンウルトラ』へのTBSの番組引き継ぎ催事で、ムラマツキャップ役の小林と知り合い、若い俳優たちに対する配慮やその人格に惚れ込んで、今回の起用となったという。真樹は、出演したエメロンシャンプー（ライオン）のCMを平山が観て清楚なイメージに惚れ込み、起用された。ひろみ役の島田陽子は、『十字仮面』の企画書で緑川ルリ子役として名前は上がっていたが、藤岡と同じ事務所に所属していたことから、藤岡のマネージャーから「一緒に使ってくれ」と言われて起用したが、ルリ子役に真樹が決定していたこともあり、プロデューサーの阿部は、島田をルリ子の友達役として出演させた。
滝役の千葉治郎は阿部と内田で決めたという。千葉を仮面ライダー2号として出演させる案も存在したが、兄の千葉真一が難色を示し、実現には至らなかった。千葉兄弟と内田は、内田が興行部に在籍していたときから親交があり、治郎は本作品の出演に際し「内田さんのためならば」とこれを快諾したという。千葉治郎は『マスクマンK』の時点でも主演候補に挙がっていた。
そのほか、ショッカー幹部や「ライダーガールズ」の面々の起用は、すべて阿部による。このうち山本リンダは既に歌手として活動しており知名度もあったが、所属事務所を移籍するために歌の仕事を控えていたためオファーが快諾されたという。山本以降、高見エミリー・ミミーらハーフやクォーターの女性が必ず起用されているが、阿部は「特に意識はしておらず、キャストのバランスから自然とそうなったのかもしれない」としている。五郎役の三浦康晴は、ゲストの林寛子と併せ、阿部が懇意だった養成所からの起用。
ショッカー側の怪人の声がテアトル・エコー所属俳優に統一されていたのは、阿部が以前担当した映画『ガンマー第3号 宇宙大作戦』からの繋がりだった。所属声優の1人である沢りつおは、普通の俳優では怪人役を引き受けないため、喜劇専門のテアトル・エコーに声がかかったと述べている。声優のローテーションは、録音担当の太田克己とテアトル・エコーマネージャーの田寺尚和が協議して決定していた。

### アクション
アクションは『柔道一直線』からの流れで大野剣友会が担当した。殺陣師は同作品に引き続き高橋一俊が務めたが、後半は負傷した高橋の代役を経て岡田勝が担当した。第1話は『柔道一直線』の撮影が残っていた高橋に代わり、大野剣友会主宰の大野幸太郎が殺陣をつけた。第19話・第23話の北海道ロケは高橋一俊がロケに参加できなかったため、飯塚実が殺陣を担当した。
仮面ライダーのスーツアクターは、当初は専門的なアクションを除き藤岡弘自身が務めていたが、藤岡の負傷降板後は岡田勝が主に担当した。続く2号編では岡田と中村文弥が中心となって2号を演じた。新1号編では、中屋敷鉄也が新1号を演じたが、中屋敷が『超人バロム・1』へ異動した後は大杉雄太郎が起用された。その後、大杉の移籍により終盤は再び中屋敷が1号を演じた。
バイクスタントはカースタントチームの室町レーシングが担当した。当初は同チーム代表の室町健三が仮面ライダーのスタントを務める予定であったが、オープニング映像のみ参加した後、多忙のため大橋春雄に交代した。大橋は1年目終了まで担当したが、2年目はメインスタントマンが明らかになっておらず、室町レーシングのスタッフが交替で担当していたとされる。バイクの運転に長けていたことからメイクの小山英夫が手伝うこともあった。

### 演出
監督・助監督は『柔道一直線』から多く参加し、撮影・照明は大映出身者が担当したが、当初は東映と大映の撮影方法の違いから衝突が多かった。東映では殺陣を移動しながら撮影したり、カット割りが多いなどの特徴があったが、大映ではカメラを固定しながらの撮影や時間をかけて長い1カットを撮影することを得意としており、大映で撮影監督を務めていた山本修右はカメラを動かす指示に憤慨したという。また東映では照明は画面に映るものすべてを照らし、暗いシーンでもスターの表情をはっきり見せるという方向性であったが、大映出身の太田耕治は大映では雰囲気優先であったことや照明を用意する予算が不足していたことなどから人物だけに照明を当てるという方法をとった。夜間シーンも太田の意向により「ツブシ」と呼ばれるブルーのフィルターを用いて昼間に撮影する手法は可能な限り用いず、夜間に撮影を行っている。こうした太田の照明は結果的に怪奇性を醸し出すことに成功するなど、従来の東映作品とは異なる雰囲気の作風となり、本作品の人気に繋がる要因になったとされる。
パイロット版である第1話と第3話は当時『キイハンター』を担当していた竹本弘一が監督を務めた。生田スタジオ所長の内田有作は、当時ヒットしていた『キイハンター』で活躍していた竹本を起用することで、毎日放送へ東映の本気度をアピールする意図もあったと述べている。
『柔道一直線』から参加した折田至は、番組開始前には内田有作とともにスタジオ探しも行っていた。折田はオープニング・エンディングの演出をほぼすべて手がけたが、これは外部の他の監督ではギャランティが別に発生するため、番組開始当初は唯一の東映社員監督であった折田が選ばれたためであった。また唯一の東映社員監督であったため、番組序盤では大映出身者らとは特に折り合わず苦労したという。
第3クールから参加した田口勝彦は、番組初期から東映生田スタジオ所長の内田有作に呼びかけられていたが、宣弘社制作の『ガッツジュン』（TBS系）へ参加していたため、当初は山崎久名義で脚本を担当した。
同じく第3クールから参加した内田一作は内田有作の実兄であり、有作からの誘いにより日活を退社して本作品へ参加した。

### 脚本
監督がほぼローテーションであったのに対し、脚本家は30人近い人数が参加した。特に第4クールでは、マンネリ防止のため新しい脚本家が積極的に登用された。
メインライターの伊上勝は、『仮面の忍者 赤影』や『ジャイアントロボ』など平山亨のプロデュース作品でメインライターを歴任しており、本作品でも企画段階から参加していた。伊上は重要話数を中心に全体の1/3以上を担当したが、後半では『超人バロム・1』や『変身忍者 嵐』なども兼任していたため多忙となり、多数の脚本家を必要とする要因になった。プロデューサーの阿部征司は多忙になるにつれ執筆も遅れるようになったと証言している。本作品では、人物や事象の説明にそれまでの伊上の作品よりもリアリティを感じさせる形容を用いるようになった。これについてライターの赤星政尚は、『妖術武芸帳』の失敗と石ノ森章太郎の存在が影響したものと考察している。
島田真之は参加した時点では経験が浅く、初担当した第4話は当初は島田が執筆したが、阿部が使い物にならないと判断し、師匠に当たる市川に執筆を指示した。
女性脚本家の滝沢真理は、初担当した第8話を筆頭に蜂女などの女性怪人や女性が被害者となる回を担当することが多かった。
第4クール後半から参加した石森史郎は、息子からせがまれたため、大学時代の同期であった田口勝彦に懇願し本作品に参加した。同時期には同様の理由で『ウルトラマンA』でも執筆している。
第70話の脚本を担当した桶谷五郎は、後にテレビ朝日ドラマ部部長を務める関口恭司の変名である。当時、別名で小説家としても活動していた関口は、大学時代の阿部に売り込みをかけて本作品に参加したが、執筆は1本のみに留まった。
平山は、脚本の方向性についてあえてヒーロードラマのセオリーは外し、『ウルトラマン』のように最後だけヒーローが登場するのではなく、スポ根ものの第1ラウンド・第2ラウンドなどのように早い段階でも仮面ライダーが登場することを意識したと述べている。
本作品の脚本で完全なNGになった作品はほとんどない。阿部は、NGになった場合でも脚本家への執筆料は支払わなければならないため、毎日放送側から面白くないと言われた脚本でも良いところを伸ばせば成立するとして、ほとんど採用していたことを証言している。

### 美術・造形
美術・造形は、造形会社「エキスプロダクション」が全面担当した。東映生田スタジオ所長の内田有作が映像美術の重鎮である大映の間野重雄に同社を紹介され、代表取締役の八木正夫は海外作品の仕事が一段落した時期であったことからこの仕事を引き受けた。
準備段階ではエキスプロ役員であった三上陸男を中心に、同社造形チーフの藤崎幸雄と大映の矢野友久らが参加し、三上がサイクロン号のデザインやショッカーアジトのセットと怪人の造形など、藤崎が仮面ライダーの造形、矢野がスナックアミーゴのセットをそれぞれ担当した。立ち上げ作業を終えると三上は『魔神ガロン』への参加などのために現場を離れ、旧知の高橋章に後を託した。高橋は助手として八木功を呼び、以後の美術を担当した。
高橋らが東映生田スタジオに常駐し、セットのデザインや衣装の補修も合わせ、すべてをこなしている。怪人のデザインは初期の蜘蛛男・蝙蝠男・さそり男は石森章太郎によるデザインが用意されたが、さそり男は三上により造形用デザインに直され、第4話のサラセニアン以降のデザインは高橋による。三上が造形を手掛けた初期3体は型抜きで作られたが、映画と同様のこの手法では時間がかかるため、以降はタイツに直付けする方法に変更された。
後に平山によると、MBS側から東映に支払われる制作費は1話につき400万円で、美術予算が足りず、苦肉の策として機械パネルのイメージを予定していたショッカーのアジト内は、エキスプロの高橋章が描くおどろおどろしい模様を描いたものとなった。同プロの三上陸男は、「おかげで生物感のある不気味なものになった」とコメントしている。
仮面ライダーの造型
仮面ライダーのマスクは上下二分割形式となっており、粘土原型をFRP樹脂で複製して作られている。粘土原型は藤崎が制作し、三上が仕上げた。
アクション用の「Aタイプ」と、電飾を仕込んだ超アップ撮影用の「Bタイプ」の2種が用意されたが、第1話でAタイプの「クラッシャー」（鼻下から顎へかけての牙状の部分）が破損し、修復跡を残しての撮影となっている。それ以降、補修を繰り返しながらの撮影にはアップ用のはずだったBタイプも駆り出され、常に2種が画面に登場することとなった。2種の明確な違いは、Cアイ（複眼部分）の下の「覗き窓」に付けられた、透明カバーの留めネジの位置である。全98話で使用されたマスクは、すべて同じ型から複製された。FRP製のほか、ラテックスゴムで抜かれた軟らかいアクション用のマスクも使われている。
触角にはラジオアンテナが使われた。付け根は第1話では同じ材質だったが撮影中に折れてしまったので、それ以降は自転車のブレーキ用ワイヤーが使われている。Cアイには、型に流した透明のポリエステル樹脂がまだ軟らかいうちに裏側から角棒を押しつけ、段差パターンをつけた。この手法は東宝映画『モスラ』（1961年、本多猪四郎監督）で怪獣モスラの複眼の表現に使われた技法である。
仮面ライダーの衣裳は、三上の提案によりウルトラマンで用いられているウェットスーツを避け、ライダースーツが選択された。当初、鹿革素材で制作された上下のスーツはアクションで裂けてしまい、第1話の時点ですでに左ひざには補修跡が確認できる。このため、ビニールレザー素材となり、新1号以降はジャージ素材となった。第1話の撮影は開始時点でマスクの制作が間に合わなかったため、マスクを使用しないショッカーの手術室シーンから開始され、2月10日にようやくマスクが完成し、11日の小河内ダムロケから仮面ライダーのアクション撮影が行われた。
当初、緑色だった仮面の基調は、渡邊の「緑色のヒーローなどあるか」との意見で黒に近い暗緑色となったが、暗いシーンでは判別できなくなるため、パール粉を加えた塗装が施された。このAとBの2種は、色を塗り替えてそのまま2号ライダーとして使われている。新1号編に入ると緑色が鮮やかになっていくが、これは塗装に使ったカラースプレーが季節ごとの乾燥度や日照条件で発色が異なるためでもあった。また、ロケ地やキャラショーなどのイベント先での補修を想定し、アサヒペンのカラースプレーなど、全国どこでも誰でも入手して塗れる色を優先したという配慮もある。

## 放送日程
- 1972年7月22日は、プロ野球オールスターゲーム第1戦中継のために休止[102]。1週放送を延ばすことはせず、1972年7月28日（翌週金曜日）に第69話の放送を行い[102]、その翌日の7月29日に第70話の放送を通常通り行っている。
- 中京広域圏は名古屋テレビ放送が遅れネットで毎週日曜19時から放映していたが、10月7日の第80話のみNET・毎日放送と同時ネットでの放映となった。この異例の同時ネットのいきさつについては、名古屋テレビ放送#沿革の項を参照のこと。
- サブタイトルは第1話から第17話までは表示のみ。第18話以降はナレーター（第33話のみアルマジロング：池水通洋）の読み上げが加わった。
- アイキャッチは「黒ベースの背景に黄色でバイクのライトらしきものが現れ、直後、バイクの前後を青白くぼかしたサイクロン号に乗るライダー」が現れるもの（第1話のみ）、「赤バックで横向きにサイクロン号でジャンプしている様子のライダー」（第2話から第13話）、「青バックで斜め正面向きにサイクロン号でジャンプしているライダー」（第14話から第52話）、「横に流れるような緑のバックに疾走するサイクロン号に乗るライダー」（第53話から第68話）、「赤バックで横やや正面向きにサイクロン号でジャンプしているアップのライダー」（第69話から第98話【終】）
- 予告は第1話からの大半が「我らが仮面ライダーを狙うショッカー本部が送った次なる使者は怪人〇〇。・・・次回仮面ライダー（サブタイトル）にご期待ください」という件をナレーターが行ってきたが、第71・75～78・81・86話の怪人や第72～74話の地獄大使、第79・84・85・88～90話のゲルショッカー首領、第80・82・83話のブラック将軍も行った。第70話では突然予告のナレーションが子ども向きにシフトし、第87話では映像は話しているブラック将軍のアップではあるが本郷猛が司会進行のように話し出し、監督の塚田正煕に次回を尋ね、それを受けた塚田が視聴者に向かってお知らせする内容であった。第92・93・96話は敵ではない通常のナレーションだが中江ではない。

| 放送日         | 放送回 | 制作No. | サブタイトル                               | 登場怪人 | 脚本                | 技斗            | 監督       | 視聴率 （ビデオリサーチ）   | 視聴率 （ニールセン）       |
| -------------- | ------ | ------- | ------------------------------------------ | --- | ------------------- | --------------- | ---------- | --------------------------- | --------------------------- |
| 1971年04月03日 | 1      | 1       | 怪奇蜘蛛男                                 | - 蜘蛛男（声 - 槐柳二） | 伊上勝              | 高橋一俊        | 竹本弘一   | 20.5%（関西） 8.1%（関東）  | 16.5%（関西） 8.9%（関東）  |
| 4月10日        | 2      | 2       | 恐怖蝙蝠男                                 | - 蝙蝠男（人間体 - 佐野房信 / 声 - 峰恵研） | 伊上勝              | 高橋一俊        | 折田至     | 17.1%（関西） 11.7%（関東） | 19.6%（関西） 8.7%（関東）  |
| 4月17日        | 3      | 4       | 怪人さそり男                               | - さそり男（人間体（早瀬五郎） - 渚健二 / 声 - 池水通洋） | 伊上勝              | 高橋一俊        | 竹本弘一   | 17.3%（関西） 10.6%（関東） | 15.8%（関西） 8.3%（関東）  |
| 4月24日        | 4      | 3       | 人喰いサラセニアン                         | - サラセニアン（声 - 梶哲也） | 市川森一 島田真之   | 高橋一俊        | 折田至     | 17.5%（関西） 11.3%（関東） | 21.9%（関西） 13.8%（関東） |
| 5月01日        | 5      | 6       | 怪人かまきり男                             | - かまきり男（声 - 辻村真人） | 滝沢真理            | 高橋一俊        | 北村秀敏   | 17.6%（関西） 12.4%（関東） | 17.0%（関西） 11.6%（関東） |
| 5月08日        | 6      | 7       | 死神カメレオン                             | - 死神カメレオン（声 - 沢りつお） | 伊上勝              | 高橋一俊        | 折田至     | 20.5%（関西） 11.7%（関東） | 19.4%（関西） 12.6%（関東） |
| 5月15日        | 7      | 8       | 死神カメレオン 決斗！万博跡                | - 死神カメレオン（声 - 沢りつお） | 伊上勝              | 高橋一俊        | 折田至     | 17.8%（関西） 9.6%（関東）  | 17.8%（関西） 12.4%（関東） |
| 5月22日        | 8      | 5       | 怪異！蜂女                                 | - 蜂女（演 - 岩本良子 / 声 - 沼波輝枝） | 滝沢真理            | 高橋一俊        | 北村秀敏   | 20.6%（関西） 12.6%（関東） | 22.5%（関西） 11.6%（関東） |
| 5月29日        | 9      | 9       | 恐怖コブラ男                               | - コブラ男（声 - 水島晋） | 山崎久              | 高橋一俊        | 山田稔     | 21.6%（関西） 14.2%（関東） | 20.5%（関西） 14.1%（関東） |
| 6月05日        | 10     | 10      | よみがえるコブラ男                         | - 改造コブラ男（声 - 水島晋） | 山崎久              | 高橋一俊        | 山田稔     | 20.8%（関西） 13.1%（関東） | 20.5%（関西） 12.2%（関東） |
| 6月12日        | 11     | 11      | 吸血怪人ゲバコンドル                       | - ゲバコンドル（声 - 谷津勲） | 長石多可男          | 高橋一俊        | 折田至     | 25.2%（関西） 14.3%（関東） | 21.3%（関西） 15.1%（関東） |
| 6月19日        | 12     | 12      | 殺人ヤモゲラス                             | - ヤモゲラス（人間体（柴田助手） - 藤沢陽二郎 / 声 - 水島晋） | 滝沢真理            | 高橋一俊        | 折田至     | 21.4%（関西） 16.8%（関東） | 22.7%（関西） 14.6%（関東） |
| 6月26日        | 13     | 13      | トカゲロンと怪人大軍団                     | - トカゲロン（人間体（野本健）・声 - 堀田真三） - 再生怪人 | 伊上勝              | 高橋一俊        | 北村秀敏   | 23.7%（関西） 18.0%（関東） | 24.0%（関西） 16.7%（関東） |
| 7月03日        | 14     | 14      | 魔人サボテグロンの襲来                     | - サボテグロン（人間態（FBI捜査員56） - ジョン・エアーズ / 声 - 鈴木利秋） | 伊上勝              | 高橋一俊        | 折田至     | 22.0%（関西） 15.6%（関東） | 20.4%（関西） 12.5%（関東） |
| 7月10日        | 15     | 15      | 逆襲サボテグロン                           | - サボテグロン（人間態（FBI捜査員56） - ジョン・エアーズ / 声 - 鈴木利秋） | 伊上勝              | 高橋一俊        | 折田至     | 21.0%（関西） 15.7%（関東） | 25.9%（関西） 15.6%（関東） |
| 7月17日        | 16     | 18      | 悪魔のレスラー ピラザウルス                | - 実験用ピラザウルス - ピラザウルス（人間ピラザウルス）（人間体（草鹿昇（サタンマスク）） - 藤木卓 / 声 - 谷津勲） | 伊上勝              | 高橋一俊        | 折田至     | 20.7%（関西） 16.0%（関東） | 17.6%（関西） 12.7%（関東） |
| 7月24日        | 17     | 19      | リングの死闘 倒せ！ピラザウルス            | - 実験用ピラザウルス - ピラザウルス（人間ピラザウルス）（人間体（草鹿昇（サタンマスク）） - 藤木卓 / 声 - 谷津勲） | 伊上勝              | 高橋一俊        | 折田至     | 25.5%（関西） 14.6%（関東） | 22.8%（関西） 12.8%（関東） |
| 7月31日        | 18     | 22      | 化石男ヒトデンジャー                       | - ヒトデンジャー（声 - 池水通洋） | 滝沢真理            | 高橋一俊        | 山田稔     | 20.5%（関西） 15.4%（関東） | 20.5%（関西） 10.8%（関東） |
| 8月07日        | 19     | 23      | 怪人カニバブラー北海道に現る               | - カニバブラー（人間態、怪人体の声 - 梶哲也） | 島田真之            | 高橋一俊 飯塚実 | 折田至     | 22.3%（関西） 15.1%（関東） | 17.7%（関西） 10.8%（関東） |
| 8月14日        | 20     | 20      | 火を吹く毛虫怪人ドクガンダー               | - ドクガンダー幼虫（人間態（フロックコートの男） - 打越正八 / 声 - 辻村真人） | 山崎久              | 高橋一俊        | 山田稔     | 18.3%（関西） 11.9%（関東） | 16.6%（関西） 11.5%（関東） |
| 8月21日        | 21     | 21      | ドクガンダー大阪城の対決！                 | - ドクガンダー成虫（声 - 辻村真人） | 山崎久              | 高橋一俊        | 山田稔     | 27.7%（関西） 17.0%（関東） | 25.9%（関西） 13.1%（関東） |
| 8月28日        | 22     | 25      | 怪魚人アマゾニア                           | - アマゾニア（声 - 八代駿） | 塚田正煕            | 高橋一俊        | 山田稔     | 28.4%（関西） 16.4%（関東） | 25.4%（関西） 16.7%（関東） |
| 9月04日        | 23     | 24      | 空飛ぶ怪人ムササビードル                   | - ムササビードル（声 - 辻村真人） | 島田真之            | 高橋一俊 飯塚実 | 折田至     | 29.1%（関西） 21.6%（関東） | 25.8%（関西） 14.8%（関東） |
| 9月11日        | 24     | 16      | 猛毒怪人キノコモルグの出撃！               | - キノコモルグ（人間体（無期懲役囚13号） - 富士乃幸夫 / 声 - 八代駿） | 滝沢真理            | 高橋一俊        | 山田稔     | 30.9%（関西） 22.2%（関東） | 26.9%（関西） 18.2%（関東） |
| 9月18日        | 25     | 17      | キノコモルグを倒せ！                       | - キノコモルグ（人間体（無期懲役囚13号） - 富士乃幸夫 / 声 - 八代駿） | 滝沢真理            | 高橋一俊        | 山田稔     | 29.5%（関西） 21.5%（関東） | 25.2%（関西） 19.7%（関東） |
| 9月25日        | 26     | 27      | 恐怖のあり地獄                             | - 地獄サンダー（声 - 山下啓介） | 伊上勝              | 高橋一俊        | 折田至     | 28.0%（関西） 23.1%（関東） | 25.1%（関西） 19.3%（関東） |
| 10月02日       | 27     | 28      | ムカデラス怪人教室                         | - ムカデラス（声 - 沢りつお） - 再生怪人 | 伊上勝              | 高橋一俊        | 折田至     | 34.6%（関西） 22.7%（関東） | 20.8%（関西） 17.1%（関東） |
| 10月09日       | 28     | 31      | 地底怪人モグラング                         | - モグラング（声 - 峰恵研） - モグラ人間 | 島田真之            | 高橋一俊        | 内田一作   | 30.2%（関西） 23.0%（関東） | 24.9%（関西） 20.5%（関東） |
| 10月16日       | 29     | 30      | 電気怪人クラゲダール                       | - クラゲダール（声 - 沼波輝枝） | 滝沢真理            | 高橋一俊        | 田口勝彦   | 17.5%（関西） 11.3%（関東） | 21.9%（関西） 13.8%（関東） |
| 10月23日       | 30     | 32      | よみがえる化石 吸血三葉虫                  | - ザンブロンゾ（声 - 池水通洋） | 滝沢真理            | 高橋一俊        | 内田一作   | 27.5%（関西） 24.1%（関東） | 26.8%（関西） 19.7%（関東） |
| 10月30日       | 31     | 34      | 死斗！ありくい魔人アリガバリ               | - アリガバリ（声 - 村越伊知郎） | 伊上勝              | 高橋一俊        | 田口勝彦   | 29.8%（関西） 25.6%（関東） | 26.8%（関西） 20.0%（関東） |
| 11月06日       | 32     | 36      | 人喰い花ドクダリアン                       | - ドクダリアン（人間態 - 中曽根公子 / 声 - 沼波輝枝） | 滝沢真理            | 高橋一俊        | 折田至     | 27.3%（関西） 26.1%（関東） | 23.2%（関西） 22.3%（関東） |
| 11月13日       | 33     | 29      | 鋼鉄怪人アルマジロング                     | - アルマジロング（声 - 池水通洋） | 島田真之            | 高橋一俊        | 田口勝彦   | 28.3%（関西） 24.5%（関東） | 26.1%（関西） 21.6%（関東） |
| 11月20日       | 34     | 26      | 日本危うし！ガマギラーの侵入               | - ガマギラー（声 - 沢りつお） | 滝沢真理            | 高橋一俊        | 山田稔     | 27.1%（関西） 26.0%（関東） | 27.3%（関西） 19.1%（関東） |
| 11月27日       | 35     | 33      | 殺人女王蟻アリキメデス                     | - アリキメデス（声 - 由起艶子） | 伊上勝              | 高橋一俊        | 田口勝彦   | 29.0%（関西） 27.7%（関東） | 26.6%（関西） 21.7%（関東） |
| 12月04日       | 36     | 37      | いきかえったミイラ怪人エジプタス           | - エジプタス（声 - 関富也） | 島田真之            | 高橋一俊        | 田口勝彦   | 28.9%（関西） 27.5%（関東） | 26.3%（関西） 21.9%（関東） |
| 12月11日       | 37     | 35      | 毒ガス怪人トリカブトのG作戦                | - トリカブト（声 - 沢りつお） - 再生怪人 | 島田真之            | 高橋一俊        | 折田至     | 29.1%（関西） 26.1%（関東） | 28.3%（関西） 20.7%（関東） |
| 12月18日       | 38     | 38      | 稲妻怪人エイキングの世界暗黒作戦           | - エイキング（声 - 谷津勲） | 伊上勝              | 高橋一俊        | 田口勝彦   | 29.7%（関西） 26.8%（関東） | 22.2%（関西） 19.7%（関東） |
| 12月25日       | 39     | 39      | 怪人狼男の殺人大パーティー                 | - 実験用狼男（人間体 - 富士乃幸夫 / 声 - 市川治） - 狼男（声 - 宮口二郎 / 鳴き声 - 池水通洋） | 伊上勝              | 高橋一俊        | 山田稔     | 27.6%（関西） 25.8%（関東） | 25.1%（関西） 20.7%（関東） |
| 1972年01月01日 | 40     | 46      | 死斗！ 怪人スノーマン対二人のライダー      | - スノーマン（声 - 池水通洋） | 伊上勝              | 高橋一俊        | 山田稔     | 19.8%（関西） 20.2%（関東） | 20.3%（関西） 17.3%（関東） |
| 1月08日        | 41     | 47      | マグマ怪人ゴースター 桜島大決戦            | - ゴースター（声 - 八代駿） - 再生怪人 | 伊上勝              | 高橋一俊        | 山田稔     | 26.8%（関西） 30.1%（関東） | 25.7%（関西） 25.4%（関東） |
| 1月15日        | 42     | 42      | 悪魔の使者 怪奇ハエ男                      | - ハエ男（人間体（加納修） - 根岸一正 / 声 - 八代駿） | 島田真之            | 高橋一俊        | 山田稔     | 29.8%（関西） 26.9%（関東） | 23.6%（関西） 20.0%（関東） |
| 1月22日        | 43     | 40      | 怪鳥人プラノドンの襲撃                     | - プラノドン（声 - 沢りつお） | 鈴木生朗            | 高橋一俊        | 田口勝彦   | 28.6%（関西） 29.2%（関東） | 22.4%（関西） 23.9%（関東） |
| 1月29日        | 44     | 41      | 墓場の怪人カビビンガ                       | - カビビンガ（声 - 山下啓介） | 滝沢真理            | 高橋一俊        | 田口勝彦   | 28.5%（関西） 26.5%（関東） | 21.9%（関西） 18.7%（関東） |
| 2月05日        | 45     | 43      | 怪人ナメクジラのガス爆発作戦               | - ナメクジラ（声 - 辻村真人） | 大野武雄            | 高橋一俊        | 山田稔     | 30.1%（関西） 25.4%（関東） | 20.8%（関西） 23.0%（関東） |
| 2月12日        | 46     | 51      | 対決!! 雪山怪人ベアーコンガー              | - ベアーコンガー（人間態（マタギの老人） - 依田英助 / 声 - 阪脩） | 島田真之            | 高橋一俊        | 塚田正煕   | 29.2%（関西） 27.4%（関東） | 21.5%（関西） 21.3%（関東） |
| 2月19日        | 47     | 44      | 死を呼ぶ氷魔人トドギラー                   | - トドギラー（声 - 池水通洋） | 石森史郎            | 高橋一俊        | 田口勝彦   | 27.2%（関西） 25.3%（関東） | 22.7%（関西） 26.1%（関東） |
| 2月26日        | 48     | 48      | 吸血沼のヒルゲリラ                         | - ヒルゲリラ（声 - 山下啓介） | 鈴木生朗            | 高橋一俊        | 内田一作   | 26.5%（関西） 26.2%（関東） | 27.2%（関西） 22.5%（関東） |
| 3月04日        | 49     | 49      | 人喰い怪人イソギンチャック                 | - イソギンチャック（声 - 沢りつお） | 長谷川公之          | 高橋一俊        | 内田一作   | 26.3%（関西） 29.1%（関東） | 22.9%（関西） 27.8%（関東） |
| 3月11日        | 50     | 45      | 怪人カメストーンの殺人オーロラ計画         | - カメストーン（人間態（ロバート田中） - 中井啓輔 / 声 - 辻村真人） | 石森史郎            | 高橋一俊        | 田口勝彦   | 27.0%（関西） 24.7%（関東） | 28.0%（関西） 24.2%（関東） |
| 3月18日        | 51     | 50      | 石怪人ユニコルノス対ダブルライダーキック   | - ユニコルノス（人間体 - 富士乃幸夫 / 声 - 八代駿） | 長谷川公之          | 高橋一俊        | 山田稔     | 28.1%（関西） 26.1%（関東） | 21.4%（関西） 26.1%（関東） |
| 3月25日        | 52     | 52      | おれの名は怪鳥人ギルガラスだ！             | - ギルガラス（声 - 上田耕一） | 伊上勝              | 高橋一俊        | 内田一作   | 28.4%（関西） 26.6%（関東） | 23.6%（関西） 25.6%（関東） |
| 4月01日        | 53     | 57      | 怪人ジャガーマン 決死のオートバイ戦        | - ジャガーマン（声 - 池水通洋） | 伊上勝              | 高橋一俊        | 山田稔     | 32.0%（関西） 24.4%（関東） | 28.0%（関西） 20.0%（関東） |
| 4月08日        | 54     | 56      | ユウレイ村の海蛇男                         | - 海蛇男（声 - 市川治） | 伊上勝              | 高橋一俊        | 田口勝彦   | 29.4%（関西） 26.7%（関東） | 25.0%（関西） 26.8%（関東） |
| 4月15日        | 55     | 58      | ゴキブリ男!! 恐怖の細菌アドバルーン        | - ゴキブリ男（人間体（黒木） - 平松慎吾 / 声 - 峰恵研） | 滝沢真理            | 高橋一俊        | 山田稔     | 26.4%（関西） 27.3%（関東） | 25.8%（関西） 25.3%（関東） |
| 4月22日        | 56     | 54      | アマゾンの毒蝶ギリーラ                     | - ギリーラ（人間体（九条みわ）・声 - 建部道子） | 滝沢真理            | 高橋一俊        | 山田稔     | 28.9%（関西） 27.5%（関東） | 26.5%（関西） 24.7%（関東） |
| 4月29日        | 57     | 53      | 土ぐも男ドクモンド                         | - ドクモンド（人間体（病院長） - 石垣守一 / 声 - 辻村真人） | 滝沢真理            | 高橋一俊        | 山田稔     | 27.3%（関西） 24.6%（関東） | 24.6%（関西） 20.9%（関東） |
| 5月06日        | 58     | 55      | 怪人毒トカゲ おそれ谷の決斗!!              | - 毒トカゲ男（人間態（老人） - 里木佐甫良 / 声 - 関富也） | 島田真之            | 高橋一俊        | 田口勝彦   | 26.5%（関西） 25.5%（関東） | 25.3%（関西） 22.6%（関東） |
| 5月13日        | 59     | 59      | 底なし沼の怪人ミミズ男！                   | - ミミズ男（声 - 八代駿） | 島田真之            | 高橋一俊        | 塚田正煕   | 27.1%（関西） 26.2%（関東） | 24.9%（関西） 22.9%（関東） |
| 5月20日        | 60     | 60      | 怪奇フクロウ男の殺人レントゲン             | - フクロウ男（声 - 山下啓介） | 滝沢真理            | 高橋一俊        | 内田一作   | 27.7%（関西） 26.4%（関東） | 24.2%（関西） 26.1%（関東） |
| 5月27日        | 61     | 63      | 怪人ナマズギラーの電気地獄                 | - ナマズギラー（声 - 関富也） | 平山公夫 山田稔     | 高橋一俊        | 山田稔     | 28.1%（関西） 22.6%（関東） | 23.5%（関西） 21.9%（関東） |
| 6月03日        | 62     | 62      | 怪人ハリネズラス 殺人どくろ作戦            | - ハリネズラス（人間態（漁師） - 吉原正皓 / 声 - 沢りつお） | 伊上勝              | 高橋一俊        | 山田稔     | 27.2%（関西） 24.3%（関東） | 25.5%（関西） 21.1%（関東） |
| 6月10日        | 63     | 65      | 怪人サイギャング 死のオートレース          | - サイギャング（人間態A - 富士乃幸夫、B - 岡田勝 / 声 - 山下啓介） | 島田真之            | 高橋一俊        | 塚田正煕   | 25.2%（関西） 20.6%（関東） | 24.0%（関西） 24.6%（関東） |
| 6月17日        | 64     | 64      | 怪人セミミンガ みな殺しのうた！            | - セミミンガ（声 - 槐柳二） | 伊上勝              | 高橋一俊        | 塚田正煕   | 26.8%（関西） 22.7%（関東） | 23.5%（関西） 19.3%（関東） |
| 6月24日        | 65     | 61      | 怪人昆虫博士とショッカースクール           | - カブトロング（声 - 池水通洋） | 伊上勝              | 高橋一俊        | 内田一作   | 22.9%（関西） 21.4%（関東） | 21.4%（関西） 20.5%（関東） |
| 7月01日        | 66     | 66      | ショッカー墓場 よみがえる怪人たち          | - カミキリキッド（人間態（加藤） - 島映二 / 声 - 二見忠男） - 再生怪人 | 伊上勝              | 高橋一俊        | 塚田正煕   | 23.4%（関西） 19.9%（関東） | 23.4%（関西） 22.0%（関東） |
| 7月08日        | 67     | 67      | ショッカー首領出現!! ライダー危し          | - ギリザメス（声 - 八代駿） | 伊上勝              | 高橋一俊        | 塚田正煕   | 24.4%（関西） 18.3%（関東） | 23.9%（関西） 20.7%（関東） |
| 7月15日        | 68     | 68      | 死神博士 恐怖の正体？                      | - イカデビル（声 - 二見忠男） - 再生怪人 | 伊上勝              | 岡田勝          | 山田稔     | 25.3%（関西） 23.9%（関東） | 24.8%（関西） 22.0%（関東） |
| 7月28日        | 69     | 69      | 怪人ギラーコオロギ せまる死のツメ          | - ギラーコオロギ（声 - 八代駿） | 島田真之            | 岡田勝          | 山田稔     | 17.0%（関西） 15.1%（関東） | 16.9%（関西） 12.1%（関東） |
| 7月29日        | 70     | 70      | 怪人エレキボタル 火の玉攻撃!!              | - エレキボタル（声 - 市川治） | 桶谷五郎            | 岡田勝          | 塚田正煕   | 18.4%（関西） 18.0%（関東） | 19.1%（関西） 15.1%（関東） |
| 8月05日        | 71     | 71      | 怪人アブゴメス 六甲山大ついせき！          | - アブゴメス（人間態（サングラスの男） - 佐藤京一 / 人間態・怪人体の声 - 八代駿） | 伊上勝              | 岡田勝          | 塚田正煕   | 17.5%（関西） 15.6%（関東） | 17.3%（関西） 11.1%（関東） |
| 8月12日        | 72     | 72      | 吸血モスキラス対二人ライダー               | - モスキラス（人間態（怪僧） - 岩上瑛 / 声 - 八代駿） - シオマネキング（声 - 沢りつお） | 鈴木生朗            | 岡田勝          | 山田稔     | 22.6%（関西） 16.9%（関東） | 16.9%（関西） 15.6%（関東） |
| 8月19日        | 73     | 73      | ダブルライダー 倒せ!! シオマネキング       | - シオマネキング | 鈴木生朗            | 岡田勝          | 山田稔     | 24.2%（関西） 15.5%（関東） | 16.8%（関西） 19.7%（関東） |
| 8月26日        | 74     | 74      | 死の吸血魔 がんばれ!! ライダー少年隊       | - シラキュラス（声 - 池水通洋） | 伊上勝              | 岡田勝          | 塚田正煕   | 23.4%（関西） 21.0%（関東） | 16.1%（関西） 18.2%（関東） |
| 9月02日        | 75     | 75      | 毒花怪人バラランガ 恐怖の家の秘密          | - バラランガ（人間体（バラ子） - 松沢のの / 声 - 沼波輝枝） | 鈴木生朗            | 岡田勝          | 塚田正煕   | 27.3%（関西） 19.5%（関東） | 20.6%（関西） 19.7%（関東） |
| 9月09日        | 76     | 76      | 三匹の発電怪人シードラゴン!!               | - シードラゴン（声 - 村越伊知郎 / 予告編の声 - 市川治） | 石森史郎            | 岡田勝          | 山田稔     | 25.8%（関西） 19.5%（関東） | 18.7%（関西） 20.5%（関東） |
| 9月16日        | 77     | 77      | 怪人イモリゲス じごく牧場の決斗！          | - イモリゲス（声 - 山下啓介 / 予告編の声 - 辻村真人） | 山崎 久             | 岡田勝          | 山田稔     | 23.7%（関西） 22.5%（関東） | 21.2%（関西） 20.4%（関東） |
| 9月23日        | 78     | 78      | 恐怖ウニドグマ+ゆうれい怪人                | - ウニドグマ（声 - 辻村真人） - ガニコウモル（声 - 池水通洋） | 伊上勝              | 岡田勝          | 塚田正煕   | 20.6%（関西） 20.6%（関東） | 17.7%（関西） 20.8%（関東） |
| 9月30日        | 79     | 79      | 地獄大使!! 恐怖の正体？                    | - ガラガランダ（声 - 峰恵研） - ガニコウモル | 伊上勝              | 岡田勝          | 塚田正煕   | 29.1%（関西） 23.0%（関東） | 21.6%（関西） 22.8%（関東） |
| 10月07日       | 80     | 80      | ゲルショッカー出現！仮面ライダー最後の日!! | - ガニコウモル（声 - 西崎章治） | 伊上勝              | 岡田勝          | 山田稔     | 30.0%（関西） 24.4%（関東） | 26.8%（関西） 25.9%（関東） |
| 10月14日       | 81     | 81      | 仮面ライダーは二度死ぬ!!                   | - サソリトカゲス（人間態 - 大杉雄太郎 / 声 - 八代駿） | 伊上勝              | 岡田勝          | 山田稔     | 33.1%（関西） 25.5%（関東） | 22.7%（関西） 23.3%（関東） |
| 10月21日       | 82     | 82      | 怪人クラゲウルフ 恐怖のラッシュアワー      | - クラゲウルフ（憑依体（中村） - 梅津栄 / 声 - 沢りつお） | 島田真之            | 岡田勝          | 塚田正煕   | 25.4%（関西） 23.0%（関東） | 22.3%（関西） 20.9%（関東） |
| 10月28日       | 83     | 83      | 怪人イノカブトン 発狂ガスでライダーを倒せ  | - イノカブトン（人間体（イノカブトンに改造される死刑囚） - 飛世賛治 / 声 - 市川治） | 石森史郎            | 岡田勝          | 塚田正煕   | 24.6%（関西） 22.2%（関東） | 21.9%（関西） 21.9%（関東） |
| 11月04日       | 84     | 84      | 危うしライダー！イソギンジャガーの地獄罠   | - イソギンジャガー（人間体（桂木良助） - 大神信 / 声 - 辻村真人） | 石森章太郎 島田真之 | 岡田勝          | 石森章太郎 | 25.0%（関西） 22.9%（関東） | 20.5%（関西） 18.5%（関東） |
| 11月11日       | 85     | 86      | ヘドロ怪人 恐怖の殺人スモッグ              | - ウツボガメス（人間体（ウツボガメスに改造されるギャング） - 富士乃幸夫 / 声 - 西崎章治） | 島田真之            | 岡田勝          | 山田稔     | 26.4%（関西） 24.3%（関東） | 25.3%（関西） 24.3%（関東） |
| 11月18日       | 86     | 85      | 怪人ワシカマギリの人間狩り                 | - ワシカマギリ（声 - 谷津勲） | 滝沢真理            | 岡田勝          | 山田稔     | 24.6%（関西） 22.3%（関東） | 24.6%（関西） 21.1%（関東） |
| 11月25日       | 87     | 87      | ゲルショッカー死の配達人！                 | - クモライオン（声 - 辻村真人） | 伊上勝              | 岡田勝          | 塚田正煕   | 22.9%（関西） 22.9%（関東） | 23.3%（関西） 22.1%（関東） |
| 12月02日       | 88     | 88      | 怪奇 血を呼ぶ黒猫の絵！                    | - ネコヤモリ（人間体（田中輝夫） - 大橋一元 / 声 - 山下啓介） | 島田真之            | 岡田勝          | 塚田正煕   | 29.4%（関西） 19.5%（関東） | 24.3%（関西） 24.9%（関東） |
| 12月09日       | 89     | 89      | 恐怖のペット作戦 ライダーを地獄へおとせ！  | - カナリコブラ（声 - 辻村真人） - ネズコンドル（声 - 西崎章治） | 石森史郎            | 岡田勝          | 山田稔     | 22.7%（関西） 19.2%（関東） | 21.7%（関西） 23.0%（関東） |
| 12月16日       | 90     | 90      | 恐怖のペット作戦 ライダーS・O・S！         | - ネズコンドル - 改造ネズコンドル（声 - 西崎章治） | 石森史郎            | 岡田勝          | 山田稔     | 21.1%（関西） 19.0%（関東） | 18.6%（関西） 21.3%（関東） |
| 12月23日       | 91     | 91      | ゲルショッカー恐怖学校へ入学せよ!!         | - ムカデタイガー（声 - 倉口佳三） | 伊上勝              | 岡田勝          | 塚田正煕   | 30.9%（関西） 20.6%（関東） | 23.1%（関西） 24.2%（関東） |
| 12月30日       | 92     | 92      | 兇悪！にせ仮面ライダー                     | - ハエトリバチ（声 - 山下啓介） - ショッカーライダーNO.1（声 - 池水通洋） | 伊上勝              | 岡田勝          | 塚田正煕   | 26.8%（関西） 21.6%（関東） | 24.8%（関西） 22.5%（関東） |
| 1973年01月06日 | 93     | 93      | 8人の仮面ライダー                          | - ショッカーライダーNO.1（声 - 池水通洋） - ショッカーライダーNO.2（声 - 市川治） - ショッカーライダーNO.3（声 - 大野剣友会） - ショッカーライダーNO.4（声 - 倉口佳三） - ショッカーライダーNO.5（声 - 大野剣友会） - ショッカーライダーNO.6（声 - 富士乃幸夫） - ハエトリバチ（第93話） - エイドクガー（声 - 倉口佳三） - ナメクジキノコ（声 - 辻村真人）（第94話） | 伊上勝              | 岡田勝          | 山田稔     | 25.9%（関西） 21.9%（関東） | 25.3%（関西） 24.6%（関東） |
| 1月13日        | 94     | 94      | ゲルショッカー首領の正体!!                 | - ショッカーライダーNO.1（声 - 池水通洋） - ショッカーライダーNO.2（声 - 市川治） - ショッカーライダーNO.3（声 - 大野剣友会） - ショッカーライダーNO.4（声 - 倉口佳三） - ショッカーライダーNO.5（声 - 大野剣友会） - ショッカーライダーNO.6（声 - 富士乃幸夫） - ハエトリバチ（第93話） - エイドクガー（声 - 倉口佳三） - ナメクジキノコ（声 - 辻村真人）（第94話） | 伊上勝              | 岡田勝          | 山田稔     | 29.7%（関西） 25.9%（関東） | 26.2%（関西） 27.3%（関東） |
| 1月20日        | 95     | 95      | 怪人ガラオックスの空とぶ自動車!!           | - ガラオックス（声 - 池水通洋） | 島田真之            | 岡田勝          | 奥中惇夫   | 28.2%（関西） 21.4%（関東） | 26.6%（関西） 24.6%（関東） |
| 1月27日        | 96     | 96      | 本郷猛 サボテン怪人にされる!?              | - サボテンバット（人間体（松田善一郎） - 小山源喜 / 声 - 八代駿） | 丸山文櫻            | 岡田勝          | 奥中惇夫   | 30.7%（関西） 23.8%（関東） | 26.3%（関西） 24.0%（関東） |
| 2月03日        | 97     | 97      | 本郷猛 変身不可能!!                        | - ヒルカメレオン（声 - 辻村真人） - 再生怪人 | 伊上勝              | 高橋一俊        | 塚田正煕   | 32.3%（関西） 24.1%（関東） | 28.1%（関西） 24.6%（関東） |
| 2月10日        | 98     | 98      | ゲルショッカー全滅！首領の最後!!           | - ゲルショッカー首領 - ヒルカメレオン - 再生怪人 | 伊上勝              | 高橋一俊        | 塚田正煕   | 35.5%（関西） 25.4%（関東） | 29.4%（関西） 25.9%（関東） |

### 関連映像
1973年2月15日に東京プリンスホテルにて、100話記念と3号ライダーとなる仮面ライダーV3誕生を祝した『仮面ライダー放送100回記念パーティー』が毎日放送の主催で開催され、スタッフ間で『われらの仮面ライダー』が上映された。内容は中江真司のナレーションによる総集編だが、配役紹介や視聴率紹介がなされ、スタッフ向けになっている。後年、東映ビデオから『仮面ライダースペシャル2』として発売され（『ZX』とのカップリング）、初めて視聴者の元に提供された。ただし、『仮面ライダースペシャル』のDVD化の際、同作品は未収録となっている。
アイキャッチ間には「V3の変身ベルト（ダブルタイフーン）」のCMと「マジンガーZのジャンボマシンダー」のCMが挿入されているが、ジャンボマシンダーのCMは映像ソフトで加えられたものである。

## ネット局・放送時刻

### 同時ネット局
- 毎日放送（制作局）
- NETテレビ
- 北海道テレビ
- 広島ホームテレビ
- 九州朝日放送

### 時差ネット
- 青森放送：月曜 18時 - 18時30分（1972年12月まで） → 金曜 18時 - 18時30分（1973年1月から）[145]
- 岩手放送：土曜 18時 - 18時30分[146]
- 秋田放送：金曜 18時 - 18時30分（1972年3月まで） → 金曜 19時 - 19時30分（1972年4月から）[147]
- 山形放送：金曜 17時30分 - 18時（1971年9月まで） → 月曜 17時30分 - 18時（1971年10月から）[148]
- 東北放送：日曜 9時 - 9時30分[149]
- 福島テレビ：木曜 18時 - 18時30分（第13話まで） → 木曜 17時45分 - 18時15分（第14話 - 第39話） → 土曜 19時 - 19時30分（第40話 - 第91話） → 木曜 19時 - 19時30分（第92話から）[150]
- 山梨放送：土曜 18時 - 18時30分[151]
- 新潟放送：日曜 10時 - 10時30分[152]
- 長野放送：水曜 18時 - 18時30分
- テレビ静岡：土曜 19時 - 19時30分[151]
- 石川テレビ：火曜 18時 - 18時30分[153]
- 北日本放送：水曜 17時15分 - 17時45分（1971年10月20日放送開始から）[154]→金曜 17時15分 - 17時45分（1972年）[155]
- 福井テレビ：月曜 18時 - 18時30分[156]
- 名古屋テレビ：日曜 19時 - 19時30分[注釈 68]
- 日本海テレビ：木曜 18時 - 18時30分
- 山陰放送：火曜 18時 - 18時30分
- 瀬戸内海放送：金曜 19時 - 19時30分
- 岡山放送：土曜 17時 - 17時30分
- 山口放送：木曜 18時 - 18時30分
- 四国放送：木曜 18時 - 18時30分
- 愛媛放送：火曜 18時 - 18時30分
- 高知放送：土曜 18時 - 18時30分
- 長崎放送：火曜 18時 - 18時30分
- 熊本放送：月曜 18時 - 18時30分
- テレビ大分：日曜 9時 - 9時30分
- 宮崎放送：水曜 18時 - 18時30分
- 南日本放送：月曜 18時 - 18時30分
- 沖縄テレビ：火曜 19時30分 - 20時

## 関連商品
仮面ライダースナック
カルビー製菓 （現カルビー） から発売。詳細は仮面ライダースナックを参照。
- 参考書籍
  - 堤哲哉 ・編 『仮面ライダーカード』（日本文芸社・1993年） ISBN 9784537023862
  - 木下正信『仮面ライダー・仮面ライダーV3カード 完全図鑑 Media Books Special』（竹書房・1997年） ISBN 9784812403006

仮面ライダー変身ベルト
1971年末、ポピー （現バンダイ） から「変身ベルト」が1,500円で発売され、約380万個を売り上げる大ヒットとなった。キャッチコピーは『光る!回る!』。変身ベルトは次作『仮面ライダーV3』でも関連玩具のラインアップの1つとして発売され、以後の仮面ライダーシリーズの玩具のラインアップには欠かせない物になった。モーターで回る風車の羽に発火石が埋め込まれており、これが内蔵のヤスリと接触することで火花が散り“光る”構造、これは先行してタカトクトイスから発売されたギミックなしの500円の変身ベルトとの版権を切り分ける意味のためである。
もともとポピーでは、タカトクトイスが先行して発売していたため、変身ベルトを製造・販売する計画はなかった。しかし、当時のポピーの常務である杉浦幸昌が自分の3歳の長男のために、風車が光って回転するようにタカトクのライダーベルトを改造したところ、近所の評判になった。ここに商機があるとみて、社内の反対を押し切り販売された経緯がある。この際、1,000円で十分な利益が出るベルトを、版権元がタカトクの500円ベルトとあまり差がないという理由で1,000円では許諾せず、1,500円とした。この差額500円分の付加価値をつけるため、ポピーは水野プロダクションにパッケージのデザインを依頼、蛍光色を多用した派手なデザインになった。
本放送の開始から35年目の2006年3月には、成人向けサイズで撮影用実物を意識した造形の「仮面ライダー新1号変身ベルト」がバンダイから発売され、仮面ライダーファンの話題を呼んだ。同年5月末までに8,000個以上を販売した。
ドレミ
1971年末に、番組スポンサーのブリヂストン自転車から発売された幼児向け自転車。当初はサイクロン号を模した風防付きのカウリングと、ブザーを組み込んだ巨大なパトランプが特徴の12インチ「DM-3B」と16インチ「DM-5B」の2種類であった。初期の2タイプは1972年から1973年に年間30万台以上が販売され、発売が終了した1976年までに累計100万台以上の売り上げを記録した。
売れ行きが好調だったことから新たに発売された「ドレミ7（DM-7B、20インチ）」では本格的にタイアップを行ない、少年仮面ライダー隊が乗る劇中車として登場させたほか、少年仮面ライダー隊メインのCMも放送された。ドレミ7は次作『仮面ライダーV3』でも引き続き使用された。
本商品のヒットにより子供向け自転車でのキャラクタータイアップの重要性が認識され、以後もアニメや芸能人などのタイアップモデルが多数発売された。また未就学児童はそれまで三輪車を使用するのが一般的であったが、ドレミの登場により補助輪付き自転車の使用が広まったとされる。
ポピニカ
「変身ベルト」とならんで、ポピーが発売した「サイクロン」のミニカーで、シリーズ長期に渡って制作された。番組で仮面ライダーの容姿が変わると、それに合わせて塗装が変更されたが、基本的には同型の商品である。「新サイクロン」は未発売。続くシリーズも制作され、最後はバンダイから発売された『仮面ライダー龍騎』の「烈火龍ドラグランザー」と「疾風の翼ダークレイダー」までが確認されている。
変身サイボーグ
この商品は、ポピーではなくタカラ （現タカラトミー） が発売した玩具。同シリーズにラインナップされたのは新1号のみである。
プラモデル
バンダイ模型が発売。仮面ライダーとサイクロン号のセットや仮面ライダーと怪人の対決セットなど多種発売された。シリーズ全体で第6回モデル大賞プロフィット賞を受賞。
カプセルトイ
タカトクが製造・販売した2メートル大のキャラクター型カプセル自販機「ジャンボキャラクター」。1回100円で、右ひざ部分からカプセルが取り出せるようになっていた。「ライダー」以外にもさまざまなヒーローが、玩具店やスーパーマーケットの店頭、デパートの屋上遊園地などに設置されていた。
めんこ（メンコ）
駄菓子屋で売られていた。形・タイプとしては、円形・長方形・蝋メンコ（10円玉サイズで縁に蝋が塗ってあるもの）があり、柄も写真と絵のものがあった。ただし、仮面のデザインが微妙に違う贋物（『仮面ライダー』と明記されていないが、絵が似ているもの）もあった。
5円ブロマイド
山勝から発売された1枚5円のブロマイド。2年間で全12弾が発売された。
駄菓子屋で売られるブロマイドは子供向けの定番アイテムであったが、仮面ライダースナックの発売以降は次第に衰退していった。第11弾から無地だった裏面に文章が加わり、値段も10円に変更され、第12弾では図版から縁取りをなくし、大判ブロマイドと引き換えられる当たり券が導入されるなど、仮面ライダーカードを意識した作りになっていった。

## 他媒体展開

### 映像ソフト化
すべて東映ビデオより発売
- ビデオ（VHS、セル・レンタル共通）は、1984年より全26巻が発売された。全話収録だが、当初は傑作選の予定だったため、収録順は放送順と一致していない。
- 1992年8月25日にLD-BOXが発売された。
- 1999年4月21日から2000年4月21日にかけて単品のLDが発売された[166][167]。全13巻の各2枚組で各巻8話（Vol.13のみ1枚・2話）収録。
- 2002年7月21日にDVD-BOXが発売された。シリアルナンバー入りのメタルアタッシュケースに収納されており、シリアルナンバーの001と002は藤岡弘、と佐々木剛にそれぞれ贈呈されている[168]。
- 2005年10月21日から2006年2月21日にかけて2005年11月公開の『仮面ライダー THE FIRST』の公開を記念して単品のDVDが発売された。全16巻で各巻6話 (Vol. 1、Vol. 16は7話) 収録。1 - 4、5 - 7、8 - 10、11 - 13、14 - 16はそれぞれ同時リリースされた。
- 2008年7月21日発売の「石ノ森章太郎 生誕70周年 DVD-BOX」に第1話が収録されている。
- 2015年12月9日から2016年6月8日にかけてBlu-ray BOXが全4巻で発売。
- 2019年6月11日創刊の「仮面ライダーDVDコレクション」の創刊号 - 第21号にかけて、テレビシリーズ全話と劇場版2作が収録された[169]。テレビシリーズは第20号までで全話収録となり、各号5話収録（第20号のみ3話収録）。第21号は『仮面ライダーV3』第1 - 4話が収録されている。また、劇場版はDVD1枚に1作ずつ収録となったため、第20号と第21号は2枚組となっている。
- 2023年8月2日に「仮面ライダー4K リマスターBOX」BOX1、11月8日にBOX2、2024年2月14日にBOX3、 5月8日にBOX4が発売される[170]。

### CS放送・ネット配信
CS放送
- 東映チャンネル…2003年8月 - 2004年8月、2005年5月 - 10月、2009年10月 - 2010年9月、2010年11月 - 2011年10月、2011年11月 - 2012年9月、2016年3月 - 2017年2月
  - 2、4回目の放送のみ「アンコールアワー」枠での放送。それ以外は「石ノ森章太郎劇場」枠での放送となる。
- ファミリー劇場…1999年5月 - 2001年3月

ネット配信
- 東映特撮ニコニコおふぃしゃる…2014年3月16日 - 2016年1月24日
- 東映特撮YouTube Official…2018年4月21日 - 2019年3月30日、2022年6月1日 - 2023年5月10日

### 映画
『ゴーゴー仮面ライダ―』（1971年7月18日公開）
東映まんがまつりの一編として第13話を上映。
テレビ用に 16mmスタンダードサイズで撮影された画面の上下をトリミングして、35mmシネスコサイズにブローアップして上映された。
本作品の公開は、東映テレビ事業部長の渡邊亮徳がテレビシリーズを宣伝する意図からラインナップに組み込んだものであり、再生怪人が登場することから第13話が選ばれた。
本作品が東映まんがまつりの劇場アンケートで1位となったことから、次作は完全新作となった。
『仮面ライダー対ショッカー』（1972年3月18日公開）
東映まんがまつりの一編として公開。
『仮面ライダー対じごく大使』（1972年7月16日公開）
東映まんがまつりの一編として公開。
上3作品（『ゴーゴー仮面ライダー』から『仮面ライダー対じごく大使』まで）は、『仮面ライダーTHE MOVIE BOX』（2003年12月5日発売）、単品では『仮面ライダーTHE MOVIE VOl. 1』（2006年3月21日発売）、『仮面ライダーTHE MOVIE BD BOX』（2011年5月21日発売）に収録されている。
『仮面ライダーV3』（1973年3月17日公開）
東映まんがまつりの一編として公開。『仮面ライダーV3』の映画作品。
本郷猛 / 仮面ライダー1号と一文字隼人 / 仮面ライダー2号と立花藤兵衛が登場。
『仮面ライダーV3対デストロン怪人』（1973年7月18日公開）
東映まんがまつりの一編として公開。『仮面ライダーV3』の映画作品。
本郷猛 / 仮面ライダー1号と一文字隼人 / 仮面ライダー2号と立花藤兵衛が登場。
『五人ライダー対キングダーク』（1974年7月25日公開）
東映まんがまつりの一編として公開。『仮面ライダーX』の劇場作品。
仮面ライダー1号と仮面ライダー2号と立花藤兵衛が登場。
『仮面ライダー 8人ライダーVS銀河王』（1980年3月15日公開）
東映まんがまつりの一編として公開。『仮面ライダー (スカイライダー)』の劇場作品。
仮面ライダー1号と仮面ライダー2号が登場。
『仮面ライダースーパー1』（1981年3月14日公開）
東映まんがまつりの一編として公開。『仮面ライダースーパー1』の劇場作品。
仮面ライダー1号と仮面ライダー2号が登場。
『仮面ライダー THE FIRST』（2005年11月5日公開）
新解釈による作品。新解釈の仮面ライダー1号と仮面ライダー2号と立花藤兵衛が登場。
『仮面ライダー THE NEXT』（2007年10月27日公開）
新解釈による『仮面ライダーV3』の作品。新解釈の仮面ライダー1号と仮面ライダー2号が登場。
『劇場版 仮面ライダーディケイド オールライダー対大ショッカー』（2009年8月8日公開）
『仮面ライダーディケイド』の劇場作品。
大ショッカーと仮面ライダー1号と仮面ライダー2号が登場。
『仮面ライダー×仮面ライダー W&ディケイド MOVIE大戦2010』（2009年12月12日公開）
『仮面ライダーW』と『仮面ライダーディケイド』をメインとしたクロスオーバー作品。
スーパーショッカーが登場。
『仮面ライダー 恐怖の地球温暖化計画』
プラネタリウム映画。
仮面ライダー1号と仮面ライダー2号とショッカーが登場。
『オーズ・電王・オールライダー レッツゴー仮面ライダー』（2011年4月1日公開）
『仮面ライダーオーズ/OOO』と『仮面ライダー電王』をメインとしたクロスオーバー作品。
仮面ライダー1号（声 - 藤岡弘、）と仮面ライダー2号（声 - 佐々木剛）とショッカーが登場。
『仮面ライダー×仮面ライダー フォーゼ&オーズ MOVIE大戦MEGA MAX』（2011年12月10日公開）
『仮面ライダーフォーゼ』と『仮面ライダーオーズ/OOO』をメインとしたクロスオーバー作品。
仮面ライダー1号と仮面ライダー2号が登場。
スーパーヒーロー大戦シリーズ
いずれも仮面ライダーシリーズとスーパー戦隊シリーズのクロスオーバー作品。
『仮面ライダー×スーパー戦隊 スーパーヒーロー大戦』（2012年4月21日公開）
仮面ライダー1号と仮面ライダー2号と大ショッカーが登場。
仮面ライダーディケイドが変身したディケイド1号が登場。
『仮面ライダー×スーパー戦隊×宇宙刑事 スーパーヒーロー大戦Z』（2013年4月27日公開）
先の2シリーズとメタルヒーローシリーズのクロスオーバー作品。
仮面ライダー1号と仮面ライダー2号とスペースショッカーが登場。
『平成ライダー対昭和ライダー 仮面ライダー大戦 feat.スーパー戦隊』（2014年3月29日公開）
本郷猛 / 仮面ライダー1号と仮面ライダー2号が登場。
『スーパーヒーロー大戦GP 仮面ライダー3号』（2015年3月21日公開）
ショッカーと立花藤兵衛と仮面ライダー1号と仮面ライダー2号が登場。他に本作品第98話（最終回）の映像も一部使用されている。
『仮面ライダー×スーパー戦隊 超スーパーヒーロー大戦』（2017年3月25日公開）
ショッカーが登場。
『仮面ライダー×仮面ライダー ウィザード&フォーゼ MOVIE大戦アルティメイタム』（2012年12月8日公開）
『仮面ライダーウィザード』と『仮面ライダーフォーゼ』をメインとしたクロスオーバー作品。
仮面ライダー1号と仮面ライダー2号が名前と写真のみ登場。
『仮面ライダー1号』（2016年3月26日公開）
本郷猛 / 仮面ライダー1号が主人公として登場。ショッカーも登場。
『仮面ライダー電王 プリティ電王とうじょう!』（2020年8月14日公開）
『仮面ライダー電王』の劇場作品。ショッカーが登場。
『セイバー+ゼンカイジャー スーパーヒーロー戦記』（2021年7月22日公開）
仮面ライダー50周年×スーパー戦隊45作品記念。本郷猛 / 仮面ライダー1号が登場。
『仮面ライダー ビヨンド・ジェネレーションズ』（2021年12月17日公開）
仮面ライダー50周年記念。『仮面ライダーリバイス』と『仮面ライダーセイバー』をメインとしたクロスオーバー作品。本郷猛 / 仮面ライダー1号（演 - 藤岡真威人）とショッカーが登場。
『シン・仮面ライダー』（2023年3月18日公開）
仮面ライダー生誕50周年企画作品。本作と漫画版を参照にしながら描かれるリブート作品。

### 他テレビシリーズ
『仮面ライダーV3』
本作品の続編。本郷猛 / 仮面ライダー1号と一文字隼人 / 仮面ライダー2号と立花藤兵衛が登場。
『仮面ライダーX』
立花藤兵衛が登場。
第33・34話に一文字隼人 / 仮面ライダー2号が登場。
『仮面ライダーアマゾン』
立花藤兵衛が登場。
『仮面ライダーストロンガー』
本郷猛 / 仮面ライダー1号と一文字隼人 / 仮面ライダー2号と立花藤兵衛が登場。
『仮面ライダー（新）』
仮面ライダー1号と一文字隼人 / 仮面ライダー2号が登場。放送前特番『不滅の仮面ライダースペシャル』のみ立花藤兵衛が登場。
『仮面ライダーBLACK RX』
『仮面ライダーBLACK』の続編。終盤に仮面ライダー1号と仮面ライダー2号が登場。
『仮面ライダーオーズ/OOO』
第27・28話にショッカー戦闘員が登場。
『春休み合体ヒーロー祭り』
映画『仮面ライダー1号』に関連した『動物戦隊ジュウオウジャー』と『仮面ライダーゴースト』の連動企画。『ジュウオウジャー』第7話にシオマネキングが、『ゴースト』第24話にショッカー戦闘員が登場。

### テレビスペシャル
『全員集合!7人の仮面ライダー!!』
『仮面ライダーストロンガー』放送終了の翌週、1976年1月3日に放送されたテレビスペシャル。本郷猛 / 仮面ライダー1号と一文字隼人 / 仮面ライダー2号と立花藤兵衛が登場。
『10号誕生!仮面ライダー全員集合!!』
1984年1月3日に放送された、『仮面ライダーZX』のテレビスペシャル。仮面ライダー1号と仮面ライダー2号（声 - 佐々木剛）が登場。

### ネットムービー
『dビデオスペシャル 仮面ライダー4号』
ショッカーが登場。
『仮面戦隊ゴライダー』
ショッカー戦闘員が登場。

### 漫画

#### 放映当時の連載
週刊ぼくらマガジン
1971年16号-23号 石森章太郎
週刊少年マガジン
1971年23号-53号 石森章太郎

テレビマガジン
1971年12月号-1973年3月号 すがやみつる
冒険王
1971年6月号-1973年3月号 すがやみつる
別冊冒険王
1972年夏季号-冬季号 すがやみつる

たのしい幼稚園
| 掲載号           | サブタイトル                               | 登場怪人         | 著者             |
| ---------------- | ------------------------------------------ | ---------------- | ---------------- |
| 1971年 5月号     | 不記載                                     | くもおとこ       | 石森章太郎       |
| 1971年 6月号     | 不記載                                     | こうもりおとこ   | 石森章太郎       |
| 1971年 7月号     | 不記載                                     | へびおとこ       | 石森章太郎       |
| 1971年 8月号     | 不記載                                     | うしおとこ       | 石森章太郎       |
| 1971年 8月増刊号 | デビルエイのまき                           | デビルエイ       | 石森章太郎       |
| 1971年 9月号     | かにおとこのまき                           | かにおとこ       | 石森章太郎       |
| 1971年10月号     | モゲラマンのまき                           | モゲラマン       | 石森章太郎       |
| 1971年11月号     | かせきにんじゃディプロカウルスのまき       | ディプロカウルス | 石森章太郎       |
| 1971年12月号     | レッツゴー!仮面ライダー ドクダリアンのまき | ドクダリアン     | 卓プロダクション |
| 1972年 1月号     | ガマギラーのまき                           | ガマギラー       | のぐち竜         |
| 1972年 2月号     | いなずまかいじんエイキングのまき           | エイキング       | のぐち竜         |
| 1972年 3月号     | かいじんマンドリラーのまき                 | マンドリラー     | 石森章太郎       |
| 1972年 4月号     | ベンガルのわにおとこのまき                 | わにおとこ       | 石川宣彦         |
| 1972年 5月号     | ガリガリはかせドブネズラーのまき           | ドブネズラー     | 石川のりひこ     |
| 1972年 6月号     | 不記載                                     | タイガー         | 石川のりひこ     |
| 1972年 7月号付録 | 仮面ライダーたいジャガーマン               | ジャガーマン     | 成田マキホ       |
| 1972年 8月号     | 不記載                                     | タガメマン       | 石川のりひこ     |
| 1972年 9月号     | 不記載                                     | スカラベ         | 石川のりひこ     |
| 1972年10月号     | 不記載                                     | しかおとこ       | 石川のりひこ     |
| 1972年11月号     | どくばなかいじんバラランガのまき           | バラランガ       | 石川のりひこ     |
| 1972年12月号     | かいじんイソギンジャガー                   | イソギンジャガー | 石川のりひこ     |
別冊たのしい幼稚園
1972年10月号「3ごうライダーたいブラックしょうぐんのまき」で、頭や肩、手袋、腰、ブーツに赤ラインが入った仮面ライダー3号が登場し、ゴーストショッカーの怪人カニコウモリを倒した。
| 掲載号           | サブタイトル                              | 登場怪人       | 著者         |
| ---------------- | ----------------------------------------- | -------------- | ------------ |
| 1972年 9月号     | かせきうおかいじんシーラカンスのまき      | シーラカンス   | 石川のりひこ |
| 1972年10月号     | 3ごうライダーたいブラックしょうぐんのまき | カニコウモリ   | 石川のりひこ |
| 1972年10月号付録 | ふたりの仮面ライダー                      |                | 細井雄二     |
| 1973年 1月号     | 不記載                                    | うしピラニアン | 石川のりひこ |
おともだち
| 掲載号       | サブタイトル | 登場怪人         | 著者                 |
| ------------ | ------------ | ---------------- | -------------------- |
| 1973年 1月号 | 不記載       | アブゴメス       | 石森プロ（細井雄二） |
| 1973年 2月号 | 不記載       | イソギンジャガー | 石森プロ（細井雄二） |
ディズニーランド
| 掲載号       | サブタイトル                         | 登場怪人         | 著者         |
| ------------ | ------------------------------------ | ---------------- | ------------ |
| 1971年12月号 | みんなのすきな仮面ライダー           |                  | 石森章太郎   |
| 1972年 1月号 | エイキングのまき                     | エイキング       | 石森章太郎   |
| 1972年 2月号 | ナメクジラのまき                     | ナメクジラ       | 石森プロ     |
| 1972年 3月号 | カメストーンのまき                   | カメストーン     | すがやみつる |
| 1972年 4月号 | イソギンチャックのまき               | イソギンチャック | すがやみつる |
| 1972年 5月号 | どくちょうおんなギリーラのまき       | ギリーラ         | すがやみつる |
| 1972年 6月号 | うみへびおとこのまき                 | うみへびおとこ   | すがやみつる |
| 1972年 7月号 | はさみおとこクワガッターのまき       | クワガッター     | 石川巨人     |
| 1972年 8月号 | てんとうむしばくだんのまき           |                  | 石川巨人     |
| 1972年 9月号 | かいじんサイギャングのまき           | サイギャング     | 石川巨人     |
| 1972年10月号 | ギラーコオロギのまき                 | ギラーコオロギ   | 石川巨人     |
| 1972年11月号 | アブゴメスのまき                     | アブゴメス       | 石川巨人     |
| 1972年12月号 | かいじんイモリギャランのまき         | イモリギャラン   | 石川巨人     |
| 1973年 1月号 | かいじんイソギンジャガーのまき       | イソギンジャガー | 石川巨人     |
| 1973年 2月号 | ふたりのライダーたいゲル・ショッカー |                  | 石川巨人     |
後楽園遊園地仮面ライダーショー有料パンフレット
すがやみつる

#### 放映終了後の連載
『仮面ライダー』テレビランド掲載版（山田ゴロ）
1978年より徳間書店「テレビランド」誌で『仮面ライダー』から『仮面ライダーストロンガー』までのストーリーが新作漫画として連載された（1978年10月号から1979年10月号までの連載のうち、1号、2号編は、1978年10月号の別冊付録と11月号の本誌に掲載）。これは『仮面ライダー』の新作制作決定を踏まえ先行してスタートしたもので、連載は『仮面ライダー (スカイライダー)』のTV放送が始まるとともにそのまま『スカイライダー』、さらに『仮面ライダースーパー1』へと引き継がれた。
なお、『仮面ライダースーパー1』のTV放映終了とともにタイアップ連載も終了した（1981年11月号）が、その後、山田は『テレビランド』1982年5 - 6月号の別冊付録に、9人ライダーのオリジナル描きおろし漫画を執筆し、さらに同誌の1982年8月号から1983年8月号にかけて『仮面ライダーZX』を漫画連載した。
| 掲載号                | サブタイトル                            | 登場怪人                         |
| --------------------- | --------------------------------------- | -------------------------------- |
| 1978年10月号第2ふろく | 仮面ライダー誕生!! の巻                 | くも男、こうもり男、カブトロング |
| 1978年11月号          | ダブルライダー最大の危機!!の巻[注釈 72] | ハチ女、ゲバコンドル、他         |
『仮面ライダーSPIRITS』（村枝賢一）
2001年より講談社「月刊マガジンZ」で連載。テレビシリーズの設定などを踏まえ、『仮面ライダー』から『仮面ライダースーパー1』の最終話から続く形で、『仮面ライダーZX』へつながる漫画。

### 小説
『仮面ライダー』
2000年代に刊行された。藤岡弘が降板せず、本郷猛のみが仮面ライダーとして戦い続けた想定となっている。

### ゲーム
発売元はバンダイナムコゲームス（旧バンダイおよび旧バンプレストの各レーベル）による。

#### 単独で題材としたもの
『仮面ライダー』（スーパーファミコン、1993年11月12日発売）
ベルトスクロールアクションゲームとして発売。ストーリーは復活を遂げ再び世界制覇を目論むショッカーに、仮面ライダーが立ち向かうというゲームオリジナル。プレイヤーが操作できるのは本郷猛=1号ライダー（1P側）と一文字隼人=2号ライダー（2P側）だが、各ステージの最初や途中に挿入される島本和彦が原画を担当したビジュアルシーンでは立花藤兵衛や滝和也も登場する。
各ステージは、いくつかの任意スクロール型の小さなステージで構成されている。例えば、ステージ開始は路上でそこに登場する敵をすべて倒すと、次は廃ビルへと舞台が移る。そこで敵を倒すと次はショッカー基地に舞台が移り、そこで待ち受けるステージボスの怪人を倒すとステージクリアという具合である。
タイトル画面は実写取り込みされた旧1号のアップにタイトルロゴが被るという初代オープニングのタイトルカットを模している。またプレイヤーが任意のタイミングで行える変身の際にはキャラクターが変身ポーズを取ると同時に藤岡弘や佐々木剛のボイスが出力され、続いて変身ベルトがアップとなって画面が切り替わると変身が完了しているシークエンスを踏んでいる。

『仮面ライダー』（PlayStation、1998年10月1日発売）
本郷猛（仮面ライダー1号）と一文字隼人（仮面ライダー2号）をはじめとする、本作品のキャラクターが登場。

#### クロスオーバー作品
『仮面ライダー倶楽部 激突ショッカーランド』（ファミリーコンピュータ、1988年2月3日発売）
仮面ライダー1号と仮面ライダー2号が登場。
コンパチヒーローシリーズ（1990年 - 2003年、2012年 - 。機種は作品によって異なる）
本作品を始めとする『仮面ライダー』、『ウルトラマン』、『ガンダム』と共に共演するクロスオーバー作品シリーズ。『グレイトバトル』シリーズやスポーツ系など、多くの作品に登場。また、『仮面ライダーBLACK RX』も数多くの作品に登場した。

『仮面ライダーV3』（PlayStation、2000年9月14日）
『仮面ライダーV3』のゲーム作品。本郷猛 /仮面ライダー1号と一文字隼人 /仮面ライダー2号をはじめとする本作品のキャラクターが登場。
『SIMPLEキャラクター2000シリーズ Vol.3 仮面ライダー THE バイクレース』（PlayStation、2001年10月25日発売）
「SIMPLEシリーズ」の一環として発売。多数の仮面ライダーが登場する3D視点のレースゲーム。仮面ライダー1号と仮面ライダー2号が登場。
『仮面ライダー 正義の系譜』（PlayStation 2、2003年11月27日発売）
本郷猛 /仮面ライダー1号と一文字隼人 /仮面ライダー2号が登場。
『仮面ライダー クライマックスヒーローズ フォーゼ』（Wii/PlayStation Portable、2011年12月1日発売）
仮面ライダー1号と仮面ライダー2号が登場。

#### PC用ソフト
東映ビデオより1994年にMicrosoft Windows 3.1用CD-ROMゲームとして『仮面ライダー作戦ファイル1』が発売された。全98話を基にしたストーリー解説、怪人の名称とスペックならびにライダーに倒される場面の映像のデータベース、悪の新組織がオリジナル怪人を用いてダブルライダーを倒すまたは世界征服のための新たな作戦を展開するゲームが1枚のCD-ROMに収められた体裁を採っている。首領の声は納谷悟朗による新録の音声が用いられている。Macintosh用ソフトも後に販売され、1997年にはセガからもセガサターン用ソフトとして再発売された。続編として『仮面ライダーV3作戦ファイル』が発売された。

### オリジナルDVD
『仮面ライダーフォーゼ 超バトルDVD 友情のロケットドリルステイツ』
小学館の幼児向け雑誌「てれびくん」の応募者全員サービスとして制作された、『仮面ライダーフォーゼ』の超バトルDVD（オリジナルDVD）。仮面ライダー1号と仮面ライダー2号とショッカーの改造人間が写真のみ登場。

### 舞台版
戦闘員日記シリーズが、メガバックスコレクションによる舞台として公演されている。佐々木剛や千波丈太郎・中屋敷哲也など、仮面ライダーシリーズに出演した多くの俳優が出演しており、石森プロなどのサイトでも宣伝されていた。また、ポスターは、当時講談社の月刊マガジンZで『仮面ライダーSPIRITS』を連載していた村枝賢一による描き下ろしとなっている。
仮面ライダー 戦闘員日記
2001年2月8日から同年2月12日まで築地ブディストホールにて公演。ショッカー戦闘員を主人公にしたスピンオフ作品。
仮面ライダー 戦闘員日記2
2001年9月14日から同年9月16日まで築地ブディストホールにて公演。ショッカー日本海支部を舞台としている。

### その他映像作品
『ヒーローを作った男 石ノ森章太郎物語』
2018年8月25日放送。日本テレビ系『24時間テレビ 「愛は地球を救う」』内で放送された単発ドラマ。本作品の原作者・石森章太郎が主人公としての物語。本作品は劇中で放送されている番組という扱いで登場。企画の経緯が一部フィクションを交えながら描かれているほか、漫画版の単行本や、本作品の撮影現場と本郷猛を演じた俳優・藤岡弘（演 - 藤岡弘、）も登場する。

## 他の仮面ライダーシリーズとの関連
本郷猛（仮面ライダー1号）、一文字隼人（仮面ライダー2号）、立花藤兵衛、ショッカー・ゲルショッカーに所属する怪人などの登場作品は、仮面ライダー1号・仮面ライダー2号・立花藤兵衛・ショッカーの項目をそれぞれ参照。
- 『仮面ライダーZX』 - 漫画版（『仮面ライダーSPIRITS』）に滝和也が登場。続編の『新仮面ライダーSPIRITS』に滝和也と緑川ルリ子と石倉五郎が登場。
- 『仮面ライダーEVE-MASKED RIDER GAIA-』 - 漫画版『仮面ライダー』の続編。仮面ライダーV3から仮面ライダーZXまでのライダーも登場し、テレビシリーズに準じた形で歴代ライダーの戦いが続いていたことが簡単に語られている。
- 『仮面ライダー1971 - 1973』 - 本作品を新解釈で小説化した作品。

## 関連作品
- 柔道一直線 - スタッフの多くが本作品に参加している[70]。
- 江戸川乱歩シリーズ 明智小五郎 - 監督が一部共通している。
- 変身忍者 嵐 - 時代劇版仮面ライダーを目指した作品。第25 - 27話にかけて仮面ライダー1・2号と滝和也をゲスト出演させる案もあったが、実現には至らなかった。1972年5月3日には合同特番『へんしん!変身!あらしとライダー』が放送された。
- さすらいの狼 - 同作品に主演していた中村錦之助が、本作品のファンであった息子のために藤岡弘・千葉治郎・阿部征司を自宅に招き、その礼として第13話のゲストとして藤岡と千葉を出演させた[130]。
- ウルトラマン - 国産テレビヒーローとして本作品と対比されるほか、本作品との競演作として『ウルトラマンVS仮面ライダー』が後年制作された。
- 仮面ノリダー - 『とんねるずのみなさんのおかげです』内にて放送された、お笑いコンビ「とんねるず」による本作品のパロディ。

## 本作品に由来する事物
- 2015年に和歌山県で大豆の代わりにイナゴを使った醤油風調味料が発売された際には、開発者が仮面ライダー1号・2号にあやかって2種類の製品を「和歌山の魅力を伝える新しいヒーローに」との思いから、「1号醤油（しょうゆ）麹」「2号米麹（こめこうじ）」とそれぞれ名付けている[186]。
- 元プロサッカー選手の山根巌は柏レイソル時代に「レッツゴー!! ライダーキック」を基にした応援歌を用いられていた。